# Histoire de Vérone
L'histoire de Vérone s'étend de l'installation du premier habitat, probablement néolithique, sur le mont Saint-Pierre, jusqu'à nos jours. Les monuments, les rues, les ponts et les places de la ville témoignent de cette histoire ancienne, ainsi que le sous-sol qui recèle les ruines et les traces des antiques civilisations.
C'est pendant la période romaine que Vérone se développe jusqu'à devenir une des villes les plus importantes du nord de l'Italie, ce qu'elle restera dans les siècles suivants. Après le déclin de l'Empire romain d'Occident, elle est à plusieurs reprises la capitale de différents royaumes barbares. Située au débouché du Val d'Adige, sur la route qui relie l'Empire à la péninsule, Vérone sera profondément marquée par la double influence romaine et barbare.
Au Moyen Âge tardif, la ville devient une commune indépendante, souvent bouleversée par les luttes sanglantes que se livrent les familles guelfes et gibelines, les premières menées par les Sambonifacio, et les secondes par les Montecchi, puis par les Della Scala (également connus en Italie sous le nom de Scaliger). C'est sous la domination de ces derniers que s'opère le passage du régime de « Commune » à celui de « Signoria ».
La famille Della Scala est l'acteur central de l'histoire de Vérone pendant un siècle (1277-1387), jusqu'au moment où, en 1388, la ville perd son indépendance et, en l'espace de quelques années, se retrouve sous le joug de la famille Visconti (1387) et de la Maison de Carrare, puis, en 1405 sous celui de Venise.
En 1796, la fin de la république de Venise marque le début des dominations étrangères, tout d'abord française, puis autrichienne : Vérone n'est intégrée au nouveau royaume d'Italie qu'en 1866.
Pendant la Seconde Guerre mondiale, la ville est, à partir de 1943, une des capitales de la république de Salò et le siège du bureau de l'administration nazie chargé de la déportation des Juifs d'Italie. En partie détruite par les bombardements alliés, elle fait l'objet, dans la période de l'après-guerre, d'un important programme de reconstruction et de modernisation.

## Fondation
Le site qui voit naître Vérone est un choix naturel : surplombant les bords de l'Adige menacés par des crues annuelles, aisément défendable contre les attaques extérieures, le mont Saint Pierre commande le débouché du val d'Adige, principale voie de communication avec les populations d'Europe du Nord.

### Préhistoire
C'est probablement dès le Néolithique qu'un habitat s'installe dans la zone méridionale du mont Saint Pierre, à proximité d'un des rares gués sur l'Adige et des collines où les habitants peuvent rapidement trouver refuge. Vers la fin du Néolithique (IVe millénaire av. J.-C.) des groupes nomades venus du Midi de la France se fixent à l'endroit où s'élève aujourd'hui le château Saint Pierre, sur le mont éponyme et y construisent des cabanes de pierre, à l'abri des inondations périodiques de l'Adige.
Dès les premiers siècles du IVe millénaire av. J.-C., se diffuse la culture des vases à embouchures carrées, au style géométrique et linéaire, dont le décor va évoluer vers des méandres spiralés.
La zone du mont Saint Pierre est une zone riche d'artefacts où ont été retrouvés les restes des maisons qui formaient le village antique. Avec le temps, le village se développe et attire des populations variées, comme les Terramares à l'Âge du bronze. Au même endroit, à l'Âge du fer, on trouve des traces de nombreuses populations protohistoriques.

### Protohistoire

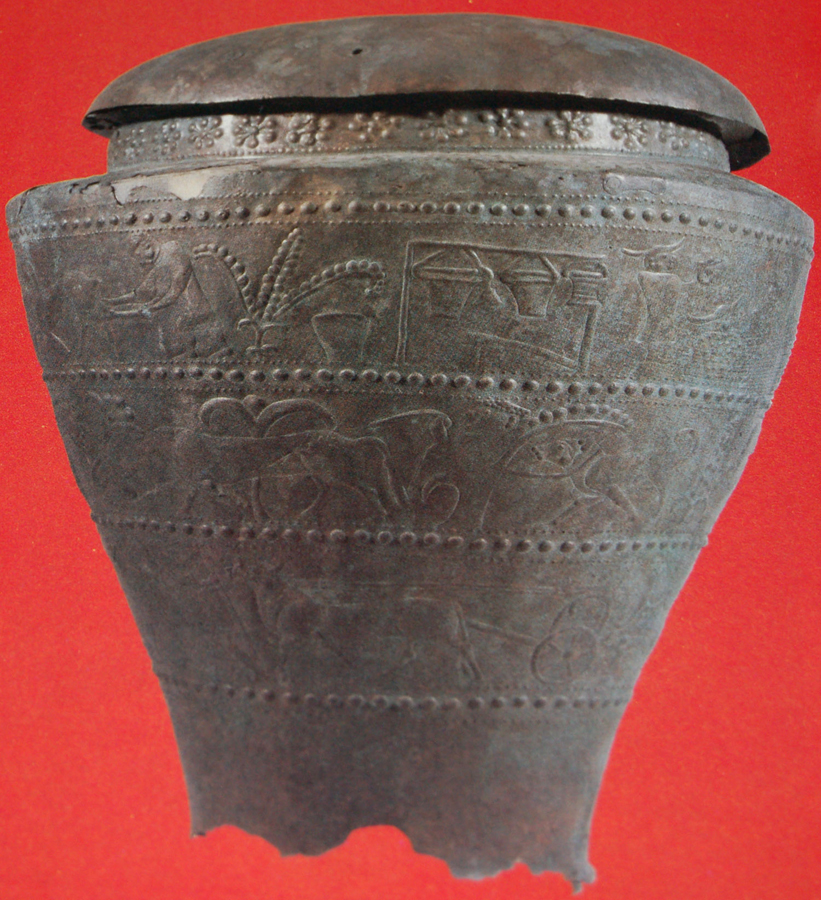
Antique situle vénète.

La Vénétie est épargnée par l'invasion des Gaulois, qui, venant de l'Ouest, occupent la plaine du Pô en plusieurs vagues successives. Les Vénètes et les Gaulois n'en entretiennent pas moins des relations d'échanges. À Vérone, la situation est différente, car des Aulerques Cénomans parviennent jusqu'aux rives de l'Adige où on retrouve des traces d'artisanat celte. Il est probable que le village qui va devenir Vérone est alors habité à la fois par les Cénomans et par des Paléovénètes.
Les historiens latins attribuent les origines de Vérone aux Euganéens, aux Rhètes, aux Paléovénètes, aux Étrusques ou aux Gaulois Cénomans. Polybe affirme qu'à son époque (IIe siècle av. J.-C.), la population vénète était encore très présente sur place. Il est vrai que l'occupation vénète est bien documentée, en particulier autour du mont Saint Pierre, ce qui conforte l'hypothèse des origines vénètes de la ville. C'est Pline l'Ancien qui propose la théorie des Rhètes (dont on retrouve de nombreuses céramiques dans les parages) et des Euganéens. L'hypothèse gauloise est soutenue par Tite-Live,.

## Vérone romaine

### Premiers contacts avec la république romaine

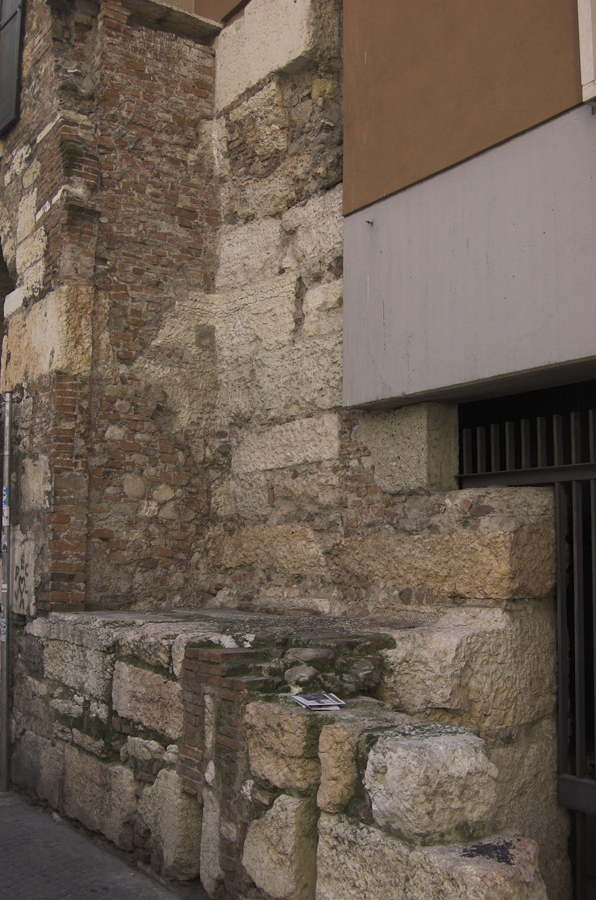
Restes de la muraille romaine dans le centre de Vérone.

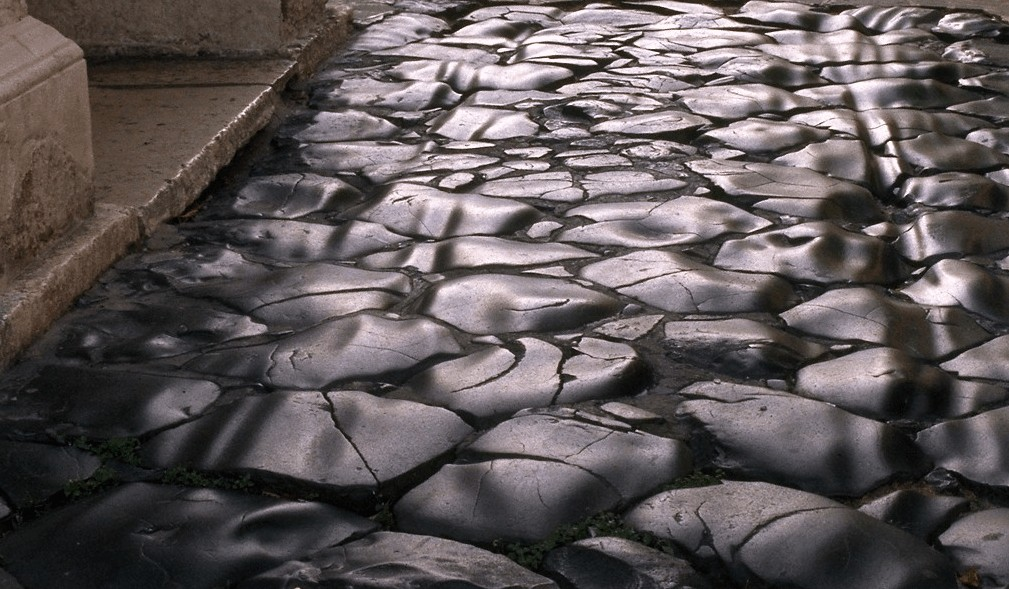
Une section de la via Postumia reconstituée sous lArco dei Gavi.

Avant d'être latinisée, la région de Vérone est peuplée de Paléovénètes et de Cénomans. La présence vénète était sans doute plus importante à Vérone même, comme en témoignent de nombreuses découvertes archéologiques. Au IIIe siècle av. J.-C., la Cispadanie est habitée par de nombreuses populations belliqueuses. Pour obtenir de l'aide, les Romains se tournent vers les Paléovénètes, qu'ils considèrent comme leur étant apparentés. Une légende rapporte en effet qu'Anténor et les Enètes (it), survivants de la guerre de Troie, s'étaient installés en Vénétie, d'où ils avaient chassé les Euganéens. Caton l'Ancien affirme ainsi : « Venetos Troiana stirpe ortos ».
Les premiers contacts documentés entre Rome et Vérone remontent au IIIe siècle av. J.-C. Ils furent d'emblée amicaux et se traduisirent par des alliances. En 283 av. J.-C., le Sénat romain passe un pacte avec les Paléovénètes et les Cénomans pour contenir les invasions gauloises. Mais les liens sont probablement plus anciens. En 390 av. J.-C., quand les Gaulois de Brennus envahissent Rome, c'est peut-être une manœuvre de diversion des Paléovénètes qui oblige les envahisseurs à négocier avec les Romains.
En 225 av. J.-C. les Romains dépêchent des ambassadeurs auprès des Paléovénètes et des Cénomans pour sceller une alliance contre les Boïens et les Insubres, qui menacent alors les frontières de Rome. Étant donné leurs rapports d'amitié, les Cénomans acceptent l'installation d'un camp romain au sommet du mont Saint Pierre, afin de contrôler les environs. Pendant la deuxième guerre punique tandis que toutes les autres populations gauloises prennent le parti de Carthage, les Cénomans et les Paléovénètes se rangent aux côtés des Romains. À la fin du conflit, Rome reçoit à nouveau leur soutien dans sa conquête de la Gaule cisalpine, où elle soumet les Gaulois et les Ligures.
En 174 av. J.-C., une fois soumise la Gaule cisalpine et entamée une nouvelle phase de la colonisation de la plaine du Pô, l'importance stratégique de Vérone commence à apparaître. Le Sénat romain demande alors aux Cénomans et aux Paléovénètes l'autorisation d'étendre le castrum fortifié, tandis que colons romains et populations indigènes posent les bases d'une ville nouvelle dans la boucle de l'Adige. À la fin de la troisième guerre punique Vérone se trouve sur des voies de communication vitales, comme la via Postumia (148 av. J.-C.), qui part de Gênes pour arriver à Aquilée après avoir traversé toute la plaine du Pô. Il est probable qu'à cette époque, les Paléovénètes sont liés au Romains par des liens d'amicitia, tandis que les Cénomans le sont par le foedus, un mode de relation surtout utilisé dans les États hellénistiques pour garantir la neutralité, l'alliance n'étant réservée qu'à des cas exceptionnels.
Vérone est encore alliée à Rome, entre la fin du IIe siècle av. J.-C. et le début du Ier siècle av. J.-C., contre les envahisseurs Teutons et Cimbres.

### Res publica Veronensium

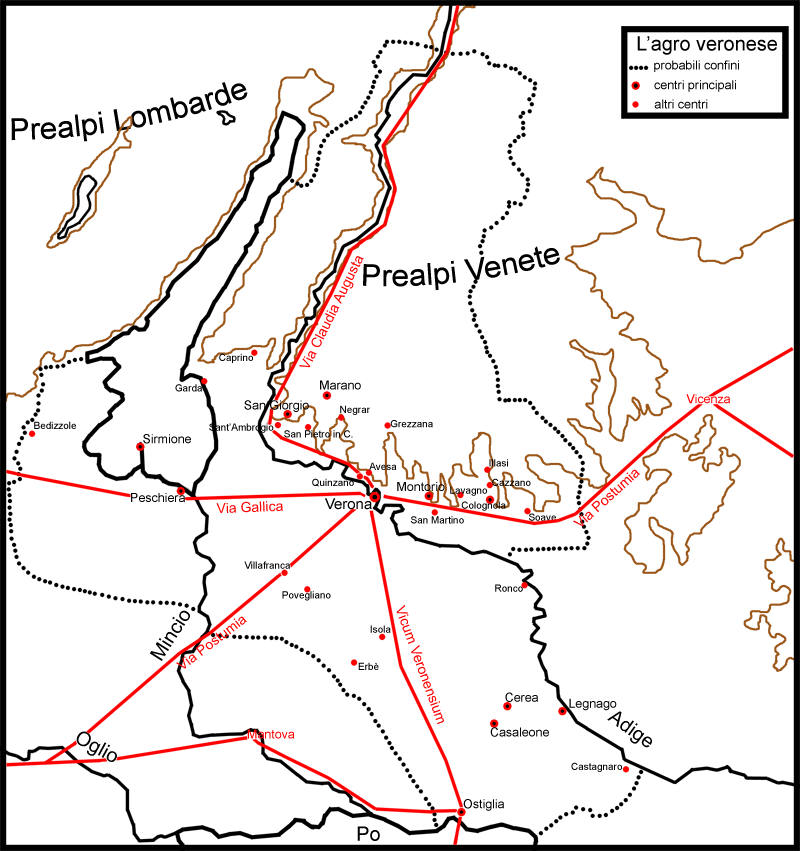
Voies de communications passant par Vérone dans la Rome antique.

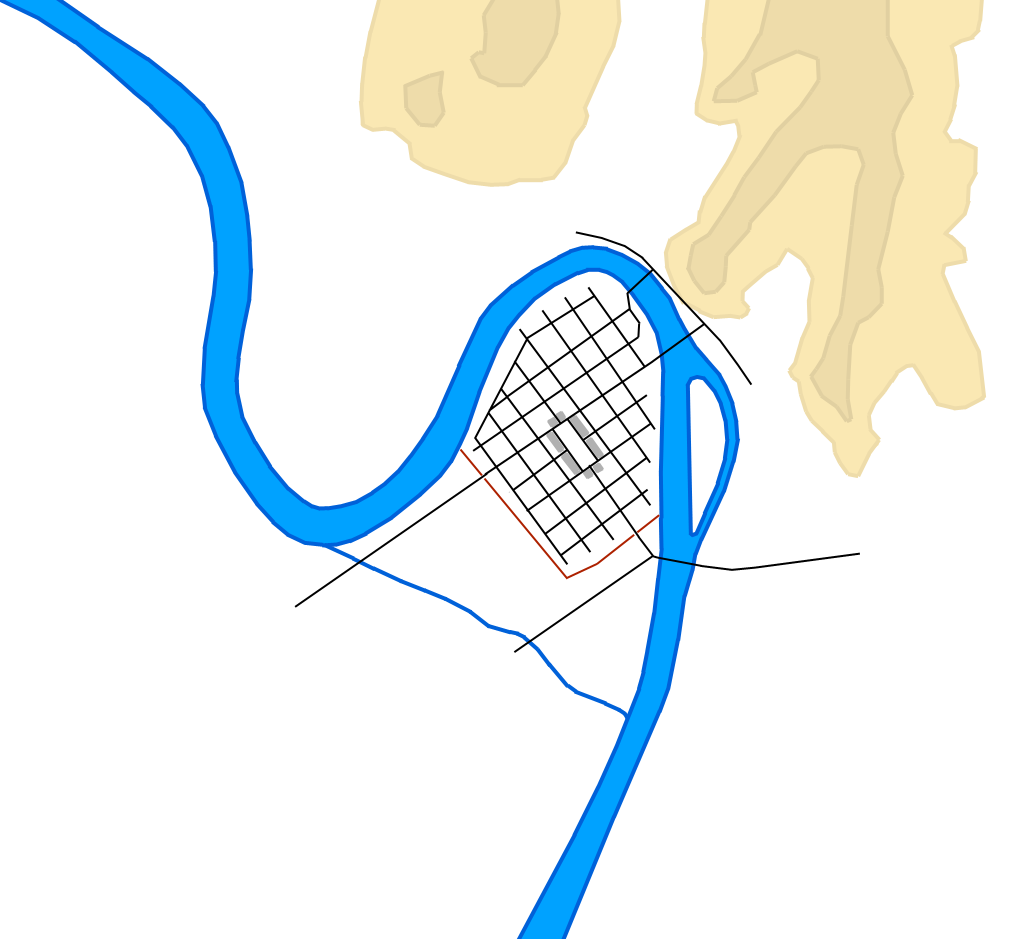
Plan de Vérone sous la République romaine.

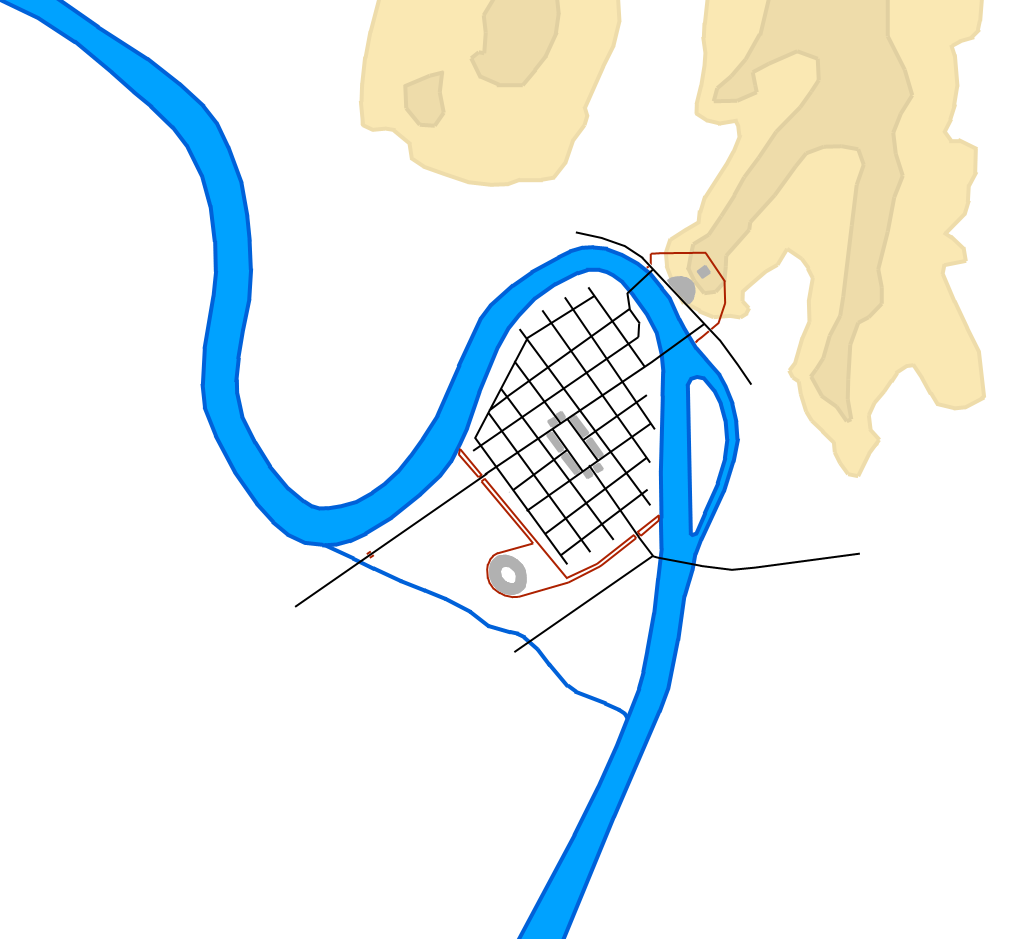
Plan de Vérone sous la Rome impériale.

En 89 av. J.-C., le droit latin est étendu à la Gaule cisalpine par la lex Pompeia de Transpadanis, portée par le consul Pompeo Strabone. Les localités italiques préexistantes, comme Vérone, obtiennent le statut de colonia latina mais ne subissent pas l'implantation de colons romains.
Grâce à Jules César, Vérone obtient, en 49 av. J.-C. (comme le reste de la Gaule Transpadane), la citoyenneté romaine et, à travers la Lex Roscia, se voit attribuer le rang de municipium. Elle est désormais gouvernée par ses propres magistrats et ses citoyens jouissent de droits et de privilèges, tout comme les citoyens romains. Vérone se voit concéder un domaine cultivable de 3 700 km2 (la province actuelle de Vérone s'étend sur un territoire de 3 121 km2). La localité peut alors s'enorgueillir du titre de Res publica Veronensium.
Pendant la période républicaine, Vérone est rarement impliquée directement dans les sanglantes guerres civiles (49-31 av. J.-C.), ce qui lui permet de se développer. Son économie s'enrichit grâce à la culture de la vigne et de l'olivier, l'élevage des chevaux et d'ovins, la production de laine. L'artisanat et le commerce connaissent un essor important.
La ville, dont le centre s'est alors déplacé dans la boucle de l'Adige, commence à s'étendre et à se moderniser. Un nouveau pont, le Pons lapideus (pont de pierre), est construit à l'emplacement du gué primitif en remplacement du pont de bois qui enjambait l'Adige. Il est bientôt doublé, en aval, par le ponte Postumio, sur lequel on fait passer la voie éponyme. Les palissades sont remplacées par des murs, dans lesquels sont percées des portes (dont la Porta Leoni et la Porta Borsari, encore visibles aujourd'hui).

### L'époque impériale
Sous le règle d'Auguste, la fonction stratégique de Vérone s'amplifie : elle est utilisée par les légions romaines comme base d'opérations, en particulier après la conquête de la Rhétie et de la Vendélicie (15 av. J.-C.). L'extension de l'Empire vers le nord, l'importance du val d'Adige (it), en tant que liaison avec le reste de l'Europe, et la position stratégique de Vérone, justifient la construction de la via Claudia Augusta, qui conduit d'Ostiglia au col du Brenner et jusqu'à l'Autriche actuelle. Auguste ayant réorganisé la péninsule en onze régions, Vérone est incorporée à la Regio X Venetia et Histria, qui rassemblait des Gaulois Cénomans, des Rhètes, des Euganéens, des Vénètes, des Carnes et des Istriens.
Pendant cette période, Vérone profite d'une grande prospérité qui entraîne une nouvelle phase de développement. Les portes de la ville, bâties en briques, sont revêtues de parements de calcaire blanc. On construit des thermes ainsi que le théâtre, au pied du mont Saint Pierre. Sous l'empereur Claude, sont construites la via Claudia Augusta, la via Gallica (qui arrive de Milan et se raccorde à la via Postumia et au Vicum Veronensium (it)), tandis que d'autres voies de circulation sont remises en état.
Avec l'avènement de Vespasien et de la dynastie des Flaviens (69), prend fin la longue période de paix dont a bénéficié Vérone. Lors de la guerre entre Vitellius et Vespasien, ce dernier choisit la cité comme forteresse, en raison des campagnes ouvertes dont elle est entourée et où il peut faire manœuvrer sa cavalerie. C'est sous Vespasien que la ville atteindra le summum de sa splendeur et de sa prospérité. Pour lui, Vérone est un endroit stratégique. Il peut, en l'occupant, empêcher la descente de Vitellius vers l'Italie. Par bonheur pour la ville, la mutinerie d'une des légions de Vitellius écarte la guerre.
La conquête de Vérone, colonie prospère et prestigieuse, est utilisée pour alimenter la propagande. La ville s'étant étendue au-delà de ses murailles primitives, de nouvelles fortifications sont édifiées pour la protéger. Un fossé défensif, creusé au sud de la ville, dérive le cours de l'Adigetto (il sera utilisé jusqu'au Moyen Âge).

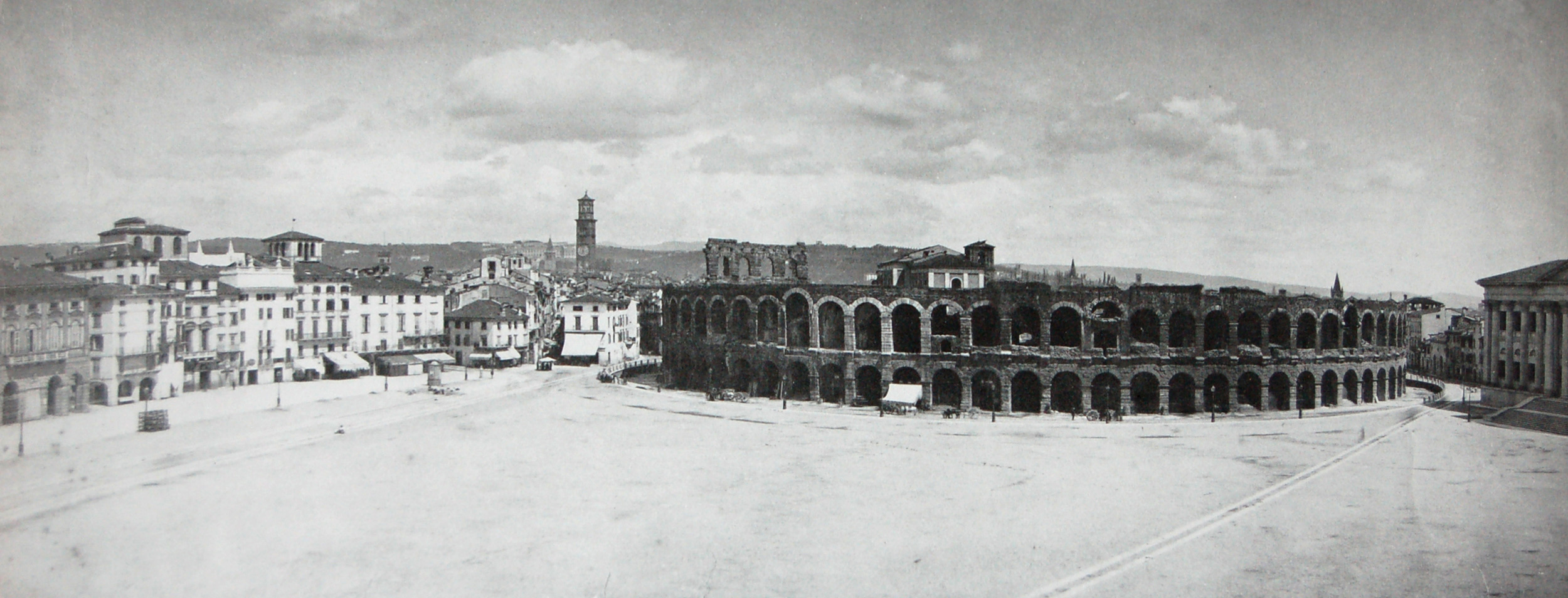
Piazza Bra et les Arènes (photographie de Moritz Lotze).

Au Ier siècle, la ville dépasse les 20 000 habitants. Pour les distraire, les édiles font édifier les Arènes, capables, de par leurs dimensions, d'accueillir toute la population de la ville. L'importance de l'ouvrage impose de le construire en-dehors de l'enceinte de la cité. Mais à cette époque, l'extension vers le nord des frontières de l'Empire rend les fortifications superflues.
À partir du IIe siècle, Vérone, en proie aux luttes civiles romaines comme la plupart des villes du nord de l'Italie, perd son rôle de premier plan. La cité est impliquée dans les guerres qui opposent l'empereur Philippe l'Arabe à Dèce (249), Aurelio Carino à Julianus (283), et Constantin à Ruricius Pompeianus, vaincu lors de la bataille de Vérone.

### Les premières invasions barbares

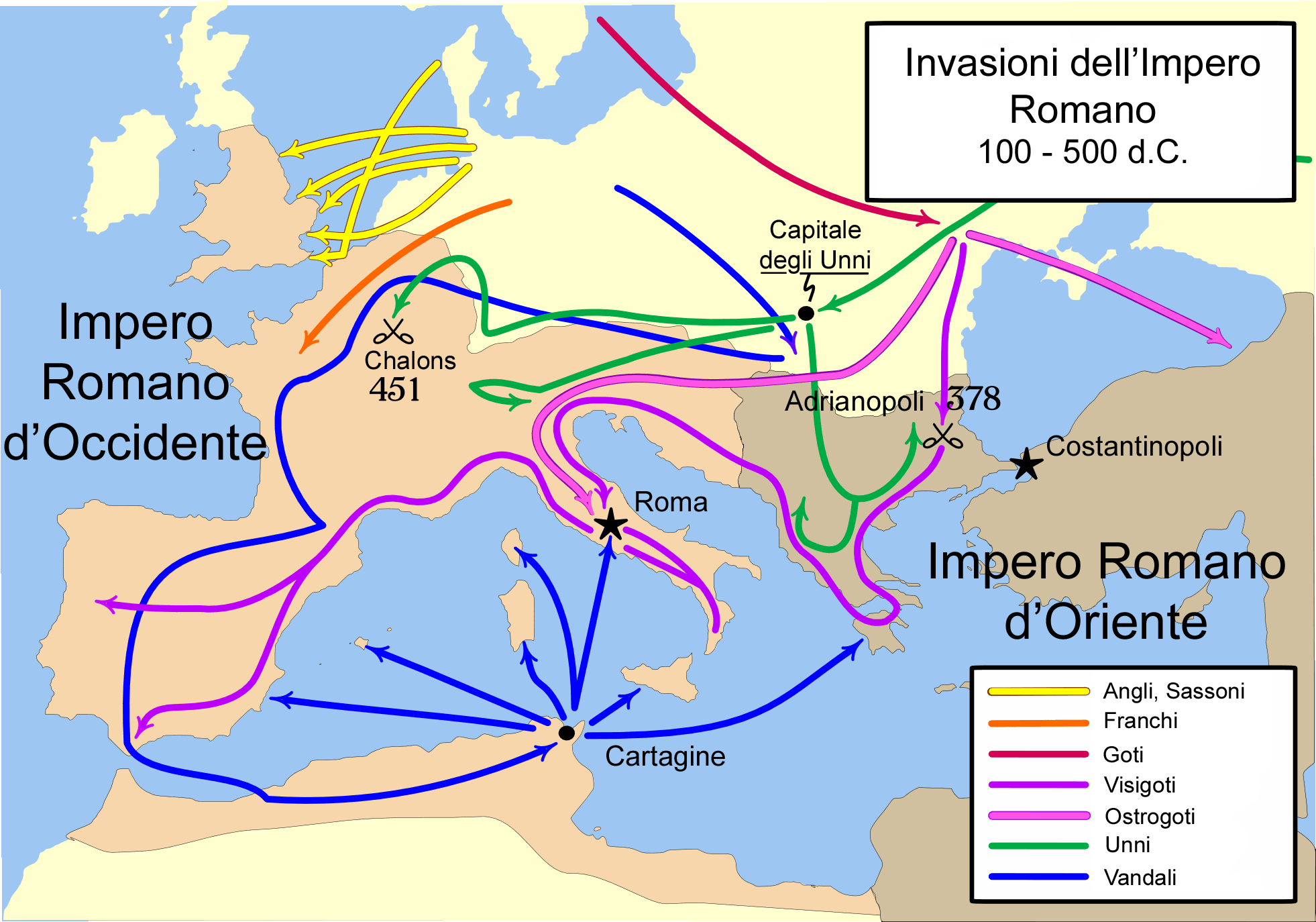
Les invasions de l'Empire romain.

Après environ trois cents ans de paix et de prospérité, pendant que l'Empire romain est en proie à des luttes sanglantes, Vérone, premier rempart de la péninsule, se trouve confrontée aux migrations germaniques. Dès la fin du IIe siècle (170), pendant les guerres marcomanes, dans les environs de Vérone, des hordes de Marcomans et de Quades, qui avaient, peu de temps auparavant, assiégé la cité d'Aquilée, sont chassées par les troupes impériales envoyées par l'empereur Marc Aurèle.
En 265, après que les Alamans se sont avancés jusqu'à Ravenne, l'empereur Gallien fait étendre l'enceinte de la ville pour y inclure les Arènes et la fortifie en sept mois comme en témoignent les inscriptions gravées sur l'architrave de la Porta Borsari. Avec Galien, Vérone retrouve une période de paix, mais celle-ci doit être financée par des impôts qui obèrent sa prospérité. Sous le règne de Claude II le Gothique les murailles de la ville découragent les Alamans qui, envahissant à nouveau la péninsule, préfèrent contourner Vérone plutôt que de l'assiéger (269).
Lors des luttes qui précèdent l'avènement de Constantin, Vérone est assiégée par les troupes du futur empereur qui cherchent à en déloger celles de son rival Maxence. Lors de l'assaut, les défenses de la ville sont partiellement détruites. En 313, l'édit de Milan fait du christianisme une religio licita, c'est-à-dire qu'on pouvait la professer librement. Par la suite, l'édit de Théodose de 380 impose le christianisme comme religion d'État. Au fur et à mesure de ces interventions impériales, la Vérone païenne se convertit lentement. Les statues du Campidoglio sont abattues et les premiers lieux de culte chrétien surgissent de terre. Dans les premiers temps agités du christianisme, Vérone se trouve à la pointe de l'hérésie, à la suite d'Arius, Photin et Elvidio. Ce n'est qu'avec Zénon de Vérone, un évêque originaire de Mauritanie, que l'orthodoxie chrétienne s'impose, selon les dispositions des conciles de Nicée, de Chalcédoine et d'Éphèse.

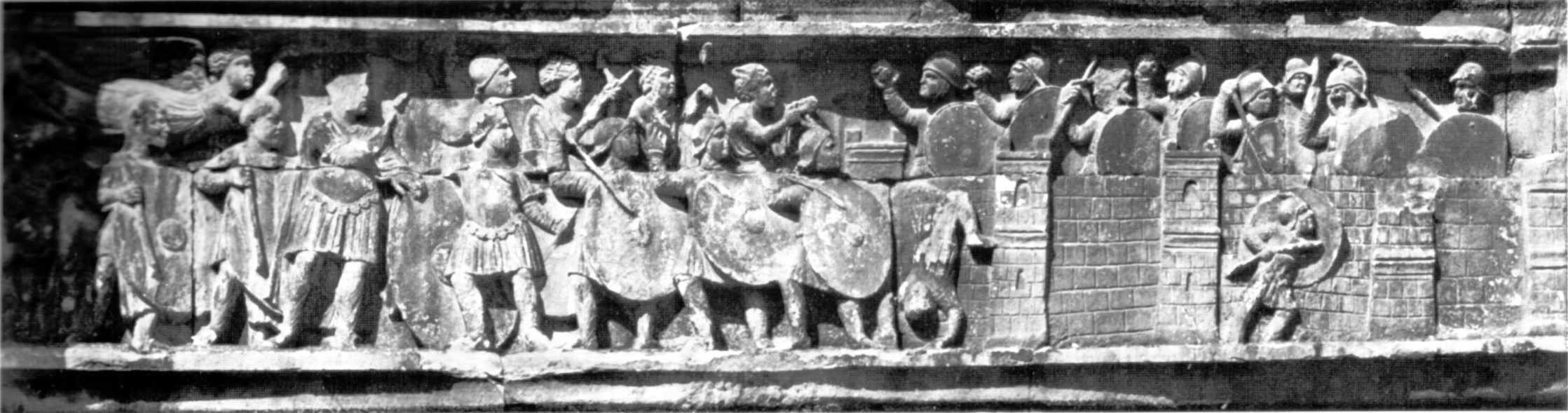
Arc de Constantin (Rome). Représentation de l'assaut contre Vérone.

Après un IVe siècle relativement pacifique, les conflits reprennent : en 401 les Goths envahissent la Vénétie et poussent jusqu'à Milan. En 402, leur roi, Alaric Ier, vaincu, s'enferme dans Vérone. En 403, ils sont à nouveau battus à la bataille de Vérone. Pendant cette période, les invasions se multiplient : en 452 le roi des Huns, Attila, envahit l'Italie, avec 500 000 hommes, laissant derrière lui un sillage de destruction qui prend fin à Vérone. Selon la tradition, c'est en territoire véronais qu'il rencontre une délégation du Sénat romain, composée du pape Léon Ier, du consul Rufius Gennadius Avienus et du préfet Trigezio (it), qui parviennent à le convaincre de regagner la Pannonie.

## Vérone au haut Moyen Âge

### Vérone, capitale des Goths

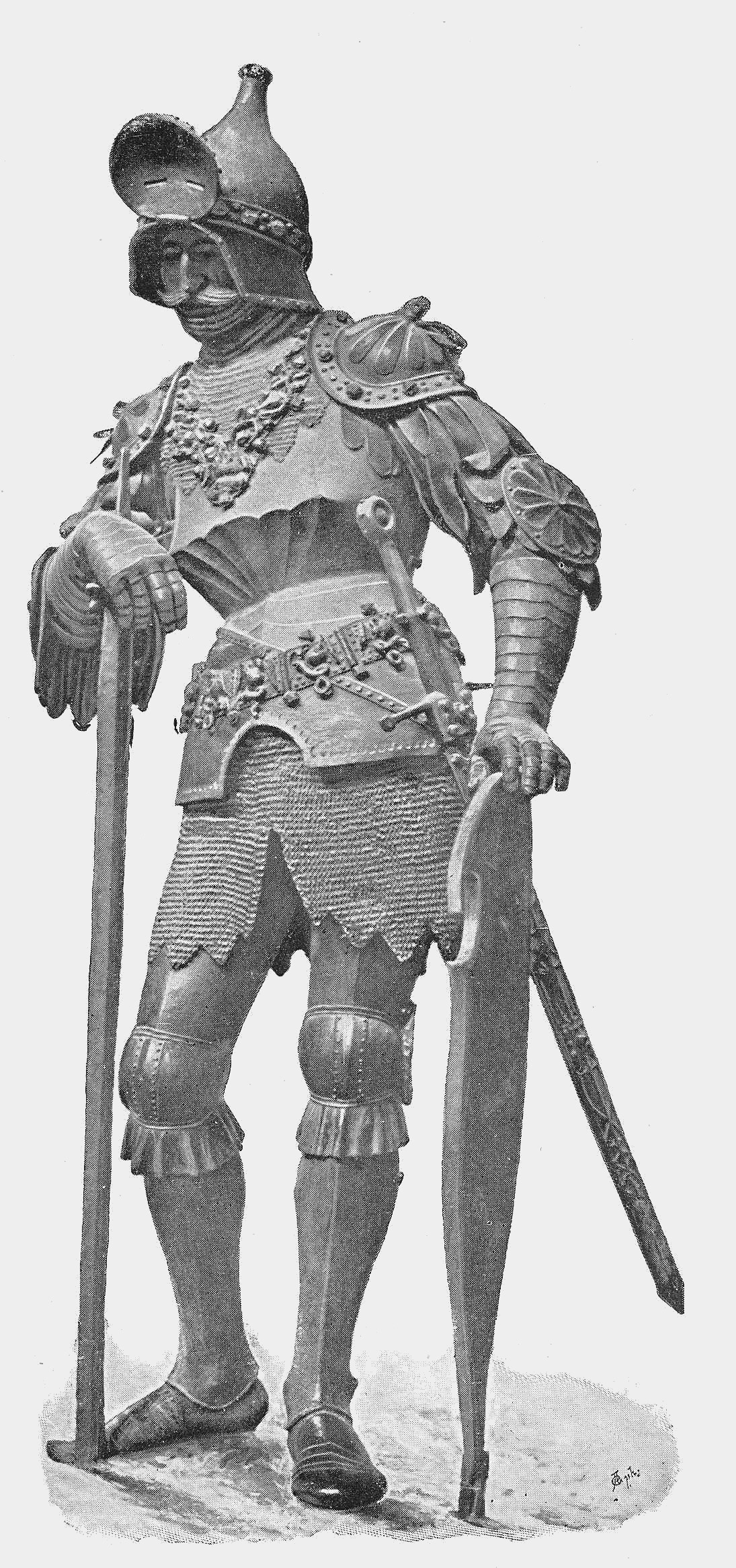
Statue en bronze de la Renaissance représentant Théodoric.

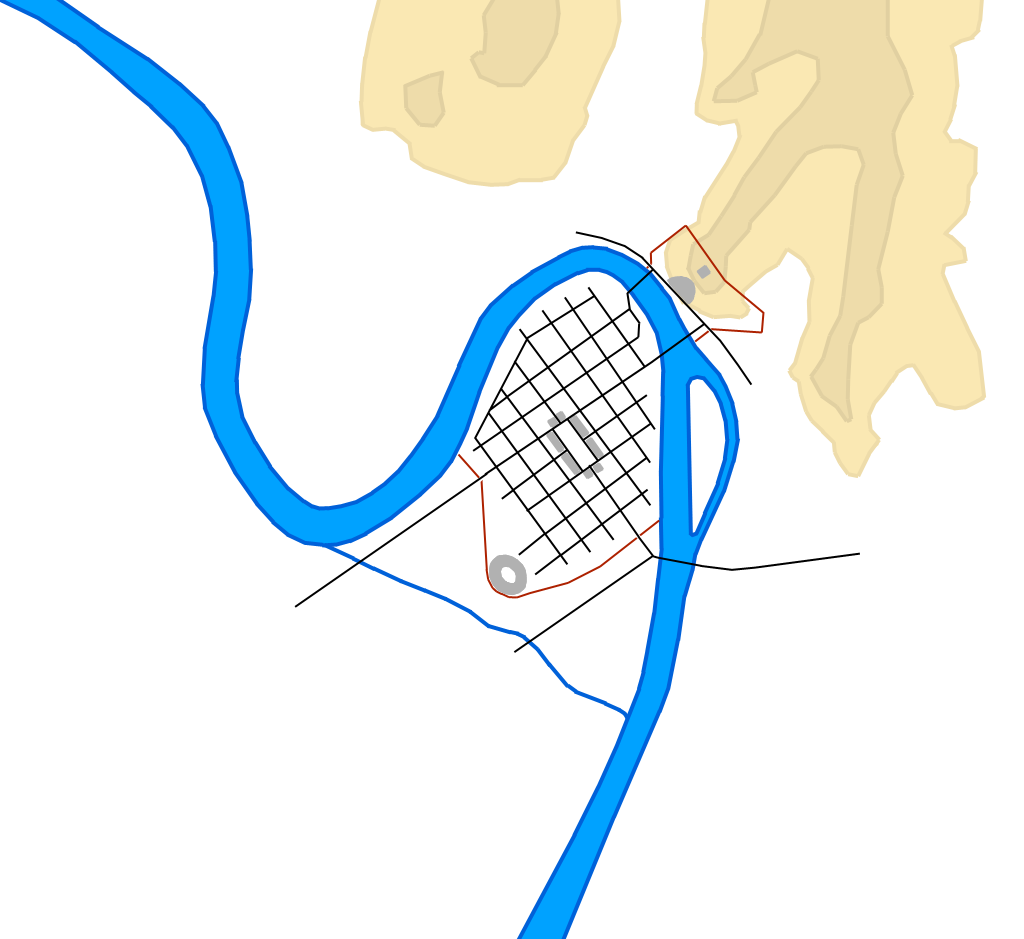
Plan de Vérone sous Théodoric.

En 476, Odoacre, chef des Hérules et des Turcilingues, deux peuples qui font partie de l'armée impériale, dépose l'empereur Romulus Augustule et met fin à l'Empire romain d'Occident. Sans investiture, Odoacre impose un gouvernement de facto qui va laisser aux habitants de Vérone un bon souvenir. Il ne change rien au gouvernement précédent et, tout en professant l'arianisme, ne s'oppose pas aux autres pratiques chrétiennes d'inspiration nicéo-éphésiennes. Pour contenter son armée, il applique la règle en vigueur chez les Romains et confisque aux grands propriétaires terriens un tiers de leurs surfaces agricoles pour les redistribuer à ses soldats. Il relance l'agriculture et l'économie, soulageant les agriculteurs du fardeau des taxes, et transforme l'esclavage en servage.
Sous Odoacre, Vérone reste une cité importante sur le plan militaire. Il parvient à arrêter les Ruges, mais reste impuissant face aux Ostrogoths conduits par Théodoric le Grand et envoyés en Italie par Zénon, empereur d'Orient. En 488 300 000 d'entre eux partent pour l'Italie. Après un premier affrontement sur l'Isonzo (488), le 30 septembre 489, sur le campus minor Veronensis, Théodoric bat Odoacre lors de la bataille de Vérone. Odoacre est contraint à la fuite et se réfugie à Ravenne, où il capitule après avoir résisté à un siège de quatre ans.
Le règne de Théodoric commence le 16 mars 493, quand il assassine de sa propre main son rival Odoacre, dix jours après la fin du siège de Ravenne, et fait massacrer ses proches lors d'un banquet « de réconciliation ». Sa capitale officielle devient Ravenne, mais Vérone reste le centre militaire le plus important et le lieu de séjour préféré du roi, à tel point qu'il reste connu, en Germanie, sous le nom de Dietrich von Bern, c'est-à-dire Théodoric de Vérone,. Il rend la ville à sa splendeur première, rehausse les murailles mises à terre par l'assaut de Constantin et par les invasions barbares, les prolonge au nord sur les collines entourant la ville et les munit de quarante-huit tours. Vérone reste en effet un point stratégique pour contenir les Burgondes et les Alamans. Théodoric fait également restaurer de nombreux édifices comme les thermes romains et l'aqueduc. Il fait élever, sur les flancs du mont Saint Pierre, un palais qui porte son nom.
Il poursuit la politique intérieure d'Odoacre, arien comme lui, et met en place des institutions où se côtoient les traditions romaines et les traditions gothes, tout en maintenant une stricte séparation des deux peuples. Tout d'abord tolérant du point de vue religieux, il réplique à la persécution de ses coreligionnaires instaurée à Byzance par Justin Ier, et finit par s'en prendre aux Romains. Soupçonnant un complot, il fait emprisonner consul Albino (it), le poète Boèce et son beau-frère Simmaco.
Après la mort de Théodoric (30 août 526), la domination des Goths sur le nord de la péninsule est remise en question par Byzance, dont l'empereur, Justinien, dépêche le général Bélisaire pour y mener la guerre des Goths. Vérone est alors sous la domination de Hildebad, qui est par la suite élu roi des Goths (540). À la mort d'Hildebald, assassiné en 541, la couronne passe à brièvement à Éraric, puis à son neveu Totila, grand politique et homme de guerre. Résolu à chasser les Byzantins de la péninsule, il poursuit la politique de Théodoric, expropriant les latifondaires pour s'attirer les bonnes grâces de la population italique, et accepte les esclaves au sein de son armée. En 541, avec un effectif de 12 000 hommes, les Byzantins atteignent Vérone et parviennent à y faire pénétrer, sous le couvert de la nuit, une avant-garde composée d'une centaine de soldats. Surpris, les Goths gagnent les collines au nord de la ville, mais s'étant aperçus de la faiblesse du détachement byzantin, de la distance qui les séparent de l'armée et de la discorde qui règne au sein de celle-ci au sujet du futur butin, ils les attaquent et les mettent en fuite, les obligeant à se retirer au-delà du Pô.
À la mort de Totila (tué sur le champ de bataille, face à l'armée byzantine de Narsès, en juillet 552) un de ses généraux, Teias, lui succède. Vaincu par Narsès sur les pentes du Vésuve, il meurt au combat. À sa mort, Vérone, aidée par les Francs qui ont envahi la Vénétie, résiste quelque temps à l'armée byzantine commandée par Narsès. Procope raconte que quand après la défaite de Totila, le général byzantin Valeriano (it), tente en 552 d'assiéger Vérone, la forteresse, qui pense déjà à se rendre, est sauvée par l'intervention de l'armée franque qui se trouve dans les parages.
La guerre gothique prend officiellement fin en 555, avec la reddition de Colza (Campanie), mais la Vénétie et l'Italie transpadane doivent encore se débarrasser des Francs et des restes de l'armée ostrogothe qui a refusé de se rendre. Parmi les poches de résistance qui restent alors aux mains des Ostrogoths figurent Vérone et Brescia.
En 556, commencent les opérations de reconquête des territoires qui échappent encore au contrôle impérial. En 569, Milan et une grande partie de la Vénétie sont entre les mains des Byzantins. Mais Vérone et Brescia résistent toujours. Vers 561, Narsés, face au refus d'Amingo (it), le commandant des troupes franques du Nord de l'Italie, de laisser les forces impériales traverser l'Adige marche contre les Francs, qui, dans l'intervalle, se sont alliés avec un général goth rebelle du nom de Widhin (les historiens pensent qu'il commandait la garnison de Vérone). Narsés défait ses deux adversaires sur le champ de bataille et déclenche l'expulsion des Francs, ainsi que (561-562), la reddition de Vérone et Brescia, dernières poches de résistance gothes, dont les clés seront envoyées à Constantinople. Vérone tombe le 20 juillet 561 et Brescia la même année (ou, au plus tard, en 562). La nouvelle de leur reddition arrive à Constantinople en novembre 562,. Selon certains chercheurs, Vérone et Brescia tombent entre les mains des Byzantins en 561/562 alors que d'autres, estimant invraisemblable que la ville ait pu résister si longtemps après la conclusion « officielle » du conflit (555), pensent que Vérone et Brescia, déjà soumises, se sont révoltées en 561/562, obligeant Narsés à intervenir.

### Les Lombards

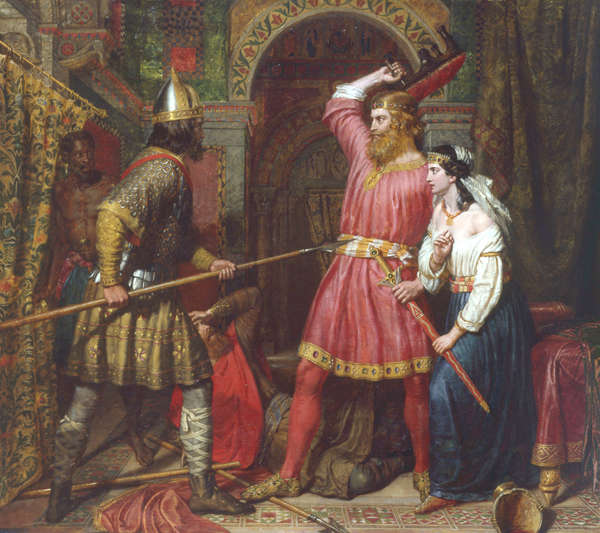
Assassinat d'Alboïn, roi des Lombards.

Alboïn, roi des Lombards, met fin à la brève domination byzantine sur l'Italie et sur Vérone. En 568, il quitte la Pannonie et pénètre dans la péninsule via Cividale del Friuli. C'est de là qu'il part à la conquête du territoire qui va être ensuite connu sous le nom de Langobardia Maior. Vérone, mal défendue, est occupée sans effusion de sang. La ville devient capitale de l'Italie et, avec les territoires qui en dépendent, élevée au rang de duché. Les seuls ducs de Vérone qui ont laissé une trace sont Authari (marié en 589 à Théodelinde, princesse de Bavière), Giselberto, Zangrulf († 594) et Lupone (it). Pendant la domination lombarde, Vérone reste parmi les principales cités de la Langobardia Maior, avec Milan, Cividale et Pavie. En 571 ou 572, Alboïn est assassiné par son épouse Rosemonde dans le palais de Théodoric à Vérone. La cour se transfère à Pavie et Vérone retourne à un rôle de second plan, sous la domination d'un duc lombard qui y remplace le droit romain par les lois germaniques.

### L'Empire carolingien et les dernières invasions

La Marche de Vérone et l'Italie en l'an 1000

La chute du Royaume lombard coïncide avec la montée en puissance de l'Empire carolingien.
Tandis que l'influence byzantine disparaît de la péninsule, que le pouvoir des Lombards s'y enracine et que celui de la papauté s'y développe, les Francs sont appelés à s'immiscer dans la politique italienne. Succédant à son père Pépin, Charlemagne, roi des Francs et Empereur romain d'Occident, après avoir longtemps ménagé les Lombards, vient à bout de leurs dernières résistances, fédérées par Adalgis, fils de Didier de Lombardie. Le prince, contraint à la fuite, se réfugie derrière les murs de Vérone d'où il est délogé par traîtrise, mettant fin à l'histoire du royaume lombard d'Italie (774). En 780-781, Charlemagne, qui s'est intitulé rex Langobardum (roi des Lombards) en 774, revient dans la péninsule pour faire consacrer roi d'Italie son fils Carloman (connu par la suite sous le nom de Pépin d'Italie († 810) auquel il confiera en outre, en 806 la Bavière et la Carantanie.
Les Francs introduisent les premiers éléments du système féodal. Vérone devient alors un comté, dont le territoire est partagé entre plusieurs vassaux, dont de nombreux évêques. Les églises sont souvent restructurées et de nouveaux édifices sont construits, comme la basilique San Zeno, bâtie sur les restes d'une église primitive paléochrétienne située à proximité de la tombe du saint. Le 21 mai 807, les reliques du saint († 380), jusqu'alors conservées dans la cathédrale, y sont transportées. Les églises San Procolo, San Lorenzo, Santa Maria Matricolare (la cathédrale), Sant'Elena, San Giovanni in Fonte et Santa Maria Antica sont également restaurées ou reconstruites à la même époque. Pépin fait modifier l'enceinte fortifiée, pour prévenir le péril que représentent les Avars. Pépin séjourne souvent à Vérone, dans le Palais de Théodoric ou dans l'abbaye. Il meurt à Milan, en 810, mais une tradition tenace et erronée veut que son corps soit enterré à Vérone.
Bernard d'Italie fils de Pépin, doit lutter contre Lothaire, fils de l'empereur Louis le Pieux qui l'emporte. En 855, ses trois fils se partagent le royaume au traité de Prüm : l'Italie du Nord devient alors le royaume d'Italie, formellement indépendant, attribué à Louis II le Jeune. La période qui suit est émaillée de luttes sanglantes entre souverains, seigneurs féodaux et évêques. Les rois d'Italie se succèdent à un rythme soutenu jusqu'en 887, quand Charles III le Gros est déposé.

### L'intervention des rois germains
Dominant les nombreux féodaux qui tentent de reconstituer le royaume, Bérenger Ier, duc et marquis du Frioul, est couronné roi d'Italie une première fois en 888, dépossédé en 889 et rétabli en 905. Après de cuisantes défaites contre d'autres prétendants, il cherche à plusieurs reprises refuge à Vérone. En 895, il autorise les habitants de la ville à utiliser, pour des constructions privées, les matériaux des Arènes et du théâtre romain. En 905, une crue emporte le vieux Ponte Postumio. Si la ville résiste assez bien aux assauts des Magyars, les campagnes qui l'entourent, avec leurs églises, leurs couvents (dont l'abbaye de San Zeno) et leurs villages souffrent pendant toute cette période des exactions de ces nouveaux envahisseurs. C'est à Vérone qu'un serviteur de Bérenger, Flamberto, l'assassinera, en avril 924 (ou 925).
Hugues d'Arles (c. 880-947), qui lui succède, confie Vérone, érigée en comté, à son vassal Milone di Sambonifacio. Bérenger II, marquis d'Ivrée, obtiendra la couronne du royaume d'Italie en 950, mais il devra, pour l'emporter, engager de nombreux conflits, et, en 941, chercher protection en Allemagne auprès d'Otton Ier (912-973). En 951, alors que Bérenger et son fils Adalbert se partagent le Royaume, l'empereur Otton se proclame roi d'Italie après avoir épousé, en secondes noces, la reine Adélaïde, veuve du roi Lothaire (c. 925-950). Le 2 février 962, il se rend à Rome pour y être couronné empereur des Romains, réunissant sous la couronne impériale les royaumes de Germanie et d'Italie.
L'union des deux couronnes donne à Vérone une importance renouvelée, en tant que point de passage obligé pour les voyageurs empruntant le col du Brenner. Du fait des démêlés incessants entre la papauté et l'Empire, la ville accueille fréquemment les empereurs, qui y séjournent même pendant de longues périodes, préférant l'abbaye de San Zeno au Palais de Théodoric, désormais en ruine. De nombreuses diètes d'Empire se tiennent à Vérone. En 976, l'empereur Otton II retire la Marche de Vérone au duc de Bavière pour la donner au duc de Carinthie. En 980, il se rend en Italie pour y réaffirmer l'autorité impériale et mener la guerre contre les Sarrasins, mais après une cuisante défaite subie en Calabre, il doit chercher refuge à Vérone. En 983, il y convoque une diète, à laquelle participent des personnalités de premier plan venues d'Italie, des territoires romains, ainsi que des évêques et les princes de Franconie, de Saxe, de Souabe et de Lorraine. Il y fait élire son fils roi d'Italie, puis reprend la route de l'Italie méridionale, pour mourir de la malaria, à Rome, en 983 à l'âge de 22 ans.

## Vérone au Bas Moyen Âge
En 996, son fils et successeur Otton III se rend en Italie et y est couronné empereur. Décidé à restaurer l'Empire romain, il y revient en 998 et en 999, mais il meurt (sans doute de la variole) en 1002 et son cortège funèbre, quittant les environs de Rome en révolte contre l'Empereur et le Pape, fait étape à Vérone. Le 15 février 1002, ses feudataires italiens se réunissent à Pavie, où ils élisent Arduin d’Ivrée à la tête du royaume d'Italie. Celui-ci déclare la guerre à l'évêque de Vérone, Oberto (it), et le défait sur le champ de bataille. Le même sort touche Othon, duc de Carinthie dont dépend Vérone. Oberto s'enfuit en Germanie pour demander à l'empereur Henri II de venir à son aide.
Ce dernier descend vers la péninsule, empruntant un col secondaire, prenant l'armée ennemie par surprise et la mettant en fuite. Henri II fait alors son entrée dans Vérone, où il est accueilli par la famille Canossa. Après une brève halte, il reprend sa route vers Pavie, où il est couronné en 1004. L'empereur va descendre encore à trois reprises en Italie (la seconde fois en 1013 pour être proclamé empereur à Rome). Lors de sa dernière visite, en 1021, il s'arrête à Vérone, où il assemble une diète).
En 1024 Conrad II le Salique lui succède. Il est couronné à Milan en 1026, puis proclamé empereur à Rome. Il intervient à nouveau en 1036 dans la péninsule pour y rétablir l'autorité impériale. À sa mort, en 1039, Henri III lui succède. Il vient à deux reprises en Italie (1046, 1055) passe son armée en revue à Vérone, et y traite des affaires privées avec les Canossa, qui ambitionnent de prendre le pouvoir sur la ville.
Alors que de nombreuses cités lombardes l'abandonnent, Vérone reste toujours fidèle à l'empereur Henri IV, pendant les interminables démêlés qui l'opposent à la papauté durant la querelle des Investitures. Le 10 avril 1090, il rassemble à Vérone une armée essentiellement composée de natifs de la ville, avec laquelle il attaque Nogara et assiège, avec succès, Mantoue. Lors d'une seconde bataille, à Monteveglio le fils d'Henri IV est tué et il le fait enterrer dans la basilique San Zeno de Vérone. Henri IV regagne la Germanie en 1097, mais Vérone persiste dans son hostilité à la réforme grégorienne, à tel point que, lors d'un voyage qui doit le conduire en Allemagne, le pape Pascal II doit renoncer à emprunter le col du Brenner, qui l'oblige à passer par Vérone où il est persona non grata, et faire un long détour par la France pour atteindre son but.
Le 3 janvier 1117, un terrible tremblement de terre fait s'effondrer l'enceinte extérieure des arènes de Vérone et détruit de nombreux édifices. C'est peu après, en 1122, que se termine, avec le concordat de Worms, la querelle des Investitures.

### Vérone communale

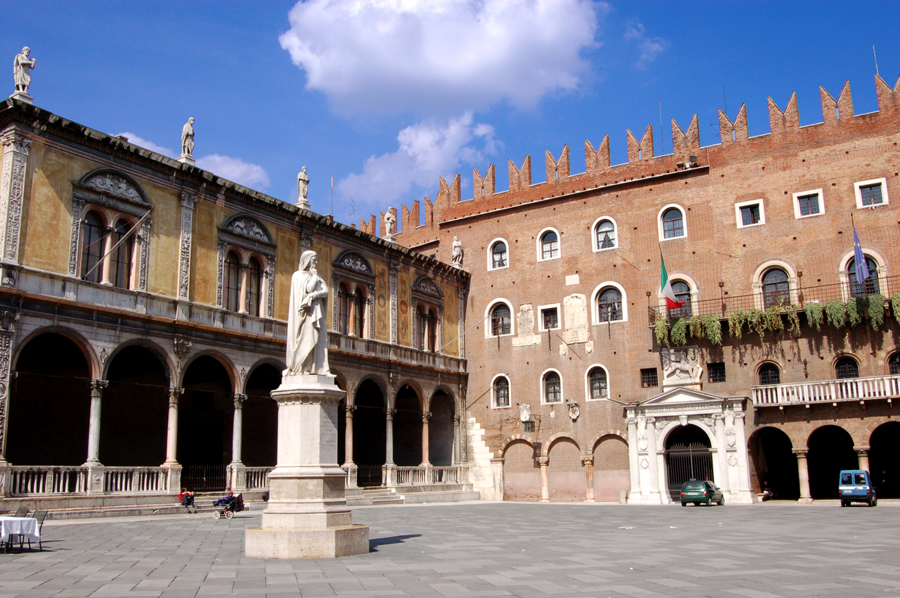
Fotographie de la piazza dei Signori, avec la loggia du Conseil communal (à gauche) et le palais du Podestat (à droite).

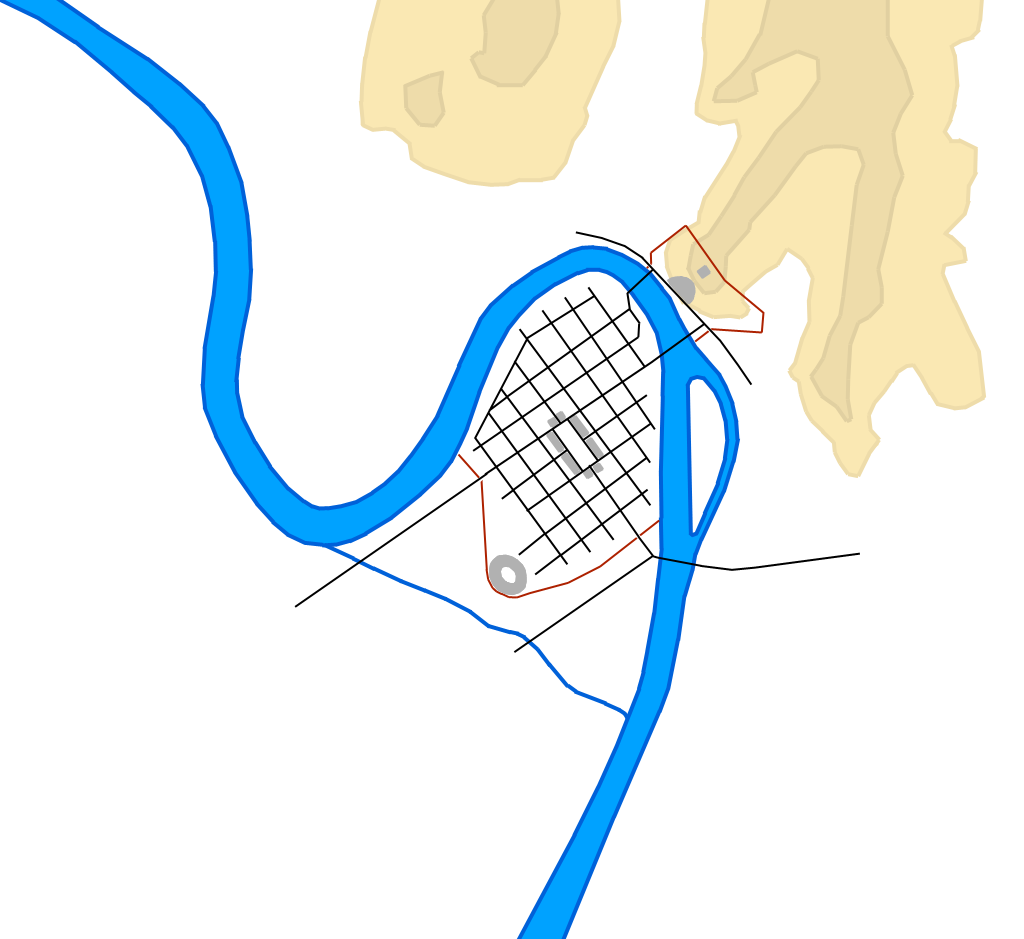
Plan de la Vérone communale.

En 1125 Henri V meurt et Sambonifacio, comte de Vérone, devient marquis et duc de la cité. Entretemps, en Germanie, Lothaire de Supplinbourg est proclamé roi, tandis qu'apparaissent les prémisses des deux factions qui vont être plus tard baptisées guelfes et gibelins. Vérone va être particulièrement affectée par les luttes entre les deux partis, le comté abritant une majorité de guelfes (dont les principaux sont les Sambonifacio, vassaux de la maison Canossa), tandis que les gibelins sont plus nombreux dans la cité (avec, par exemple, les familles Crescenzi et Montecchi, cette dernière rendue fameuse par le Roméo et Juliette de William Shakespeare).

#### Organisation communale
Comme les cités voisines, face à la vacance du pouvoir impérial, et à la décadence du système féodal, Vérone se dote progressivement d'institutions communales, favorisées par le fait que l'évêque n'y a jamais exercé de pouvoir temporel. D'inspiration républicaine, elles reposent, dans un premier temps, sur l'assemblée du peuple (Concio ou Arengo). Réunie pour les grandes délibérations, elle s'avère rapidement inadaptée à la gestion quotidienne et voit ses pouvoirs répartis entre des instances représentatives et des magistrats. La première mention officielle de consuls représentant la ville de Vérone date de 1136. Pour arbitrer les tensions inévitables au sein d'un pouvoir collégial, Vérone, à l'instar des autres communes, va rapidement confier le pouvoir exécutif et judiciaire à un chef de gouvernement.
La première mention d'un certain Albertus Tenca, Veronensium Rector (recteur de Vérone), date de 1152. Ses pouvoirs étendus ne sont modérés que par la courte durée de son mandat. Il est l'ancêtre du podestat, qui fait son apparition officielle à Vérone en 1169. L'institution consulaire et celle du podestat alternent ou coexistent de 1169 à 1196. La figure du podestat s'impose alors à la tête de la cité, et les consuls perdent, à son profit, leurs fonctions administratives et exécutives, ainsi que le pouvoir, essentiel, de traiter les décisions en appel.
Lors de son entrée en fonction, fixée rituellement à la Saint Pierre (29 juin), le podestat prête serment à la cité et à sa population. Il s'engage, pendant la durée de son mandat, fixée à un an, à respecter les lois (leges issues du droit romain), les coutumes (boni mores immémoriales et non écrites) et — sans en avoir pris connaissance, ni par écrit, ni par oral — les statuts (postæ). S'il est Véronais, il reçoit pour ses services, un logement meublé et la somme de 2 000 lires (4 000 s'il est étranger à la ville, ce qui est rapidement considéré comme souhaitable), charge à lui de rémunérer trois juges et douze hommes d'armes, ainsi qu'un nombre adéquat d'écuyers. Il doit résider en ville — sans y amener avec lui femme, enfants, petits-enfants ou même neveux — et arriver sur place un mois avant sa prise de fonction pour prendre connaissance des affaires auprès de son prédécesseur. Pendant la durée de son mandat, il ne peut recevoir d'argent de la part des citoyens et il doit même s'abstenir de dîner avec eux. Si le podestat ne termine pas son terme, il compromet l'ensemble de sa rémunération et est banni de toute charge publique à Vérone pendant une durée de dix ans. Jouissant d'une immunité liée à la fonction pendant sa mandature, il doit s'attarder deux semaines en ville après son terme pour répondre à toute accusation concernant son comportement personnel ou institutionnel. S'il y a matière à instruire, la tâche est confiée à deux juges (les cercatori), qui peuvent aller jusqu'à prononcer la peine de mort (rarement exécutée, contrairement à la justice populaire, qui coûte parfois la vie aux podestats indélicats). La fonction, tout d'abord recherchée par les grandes familles féodales, devient ensuite l'apanage de la petite noblesse, pour passer enfin aux membres de professions juridiques, qui en font un véritable métier, l'exerçant de manière itinérante, d'une ville à l'autre, pendant toute une carrière.
Mais les Véronais ne s'en remettent pas aveuglément au gouvernement d'un seul homme. Le pouvoir du podestat est tempéré par une variété de conseils. Outre le Concio (Arenga), toujours mobilisable dans les cas exceptionnels, Vérone se dote d'un conseil restreint, le Concilium Generale, auquel viennent s'ajouter, au fil des ans, le conseil des Quatre-vingt, celui des Cinq-cents et celui des Anciens. Avec le développement de l'artisanat et du commerce, s'y ajoute bientôt le Consiglio dei Gastaldoni dei Mestieri, constitué par les chefs des différentes jurandes et où dominent les marchands.
Les consuls, qui ont conservé les juridictions de première instance, composent une chambre de 24 membres, les Consules rationis (juridiction civile de première instance), et une autre de 8 membres les Consules justitiæ (juridiction criminelle de première instance). La justice est rendue sur la base du droit romain, avec des survivances lombardes (concernant la dot, par exemple), ou germaniques (concernant l'héritage ou la pratique du duellum).
Les finances de la cité sont confiées à un trésorier totalement indépendant, le massario, désigné par les « autorités spirituelles et religieuses » et assisté, pour la collection des droits et taxes, par des stimatori. Deux procuratori (procureurs) sont chargés de faire appliquer les règlements municipaux et d'assurer la maintenance de la voirie, des forêts, l'évacuation des déchets, l'hygiène des abattoirs, les règlements sanitaires, le contrôle des jeux et des débits de boisson.
Pour garder trace de ses décisions et rappeler les usages, la Commune les met par écrit, dans des documents appelés « statuts » (postæ). Le premier recueil qui ait été conservé, le Liber iuris civilis urbis Veronæ, est compilé en 1228 par le notaire Guglielmo Calvo,. Les statuts ne sont pas des documents constitutionnels, mais des codex hétéroclites qui mélangent les délibérations des différents conseils avec les prestations de serments des podestats, les accords passés avec des cités voisines, des dispositions triviales concernant les poids et mesures, l'hygiène municipale, la divagation des animaux domestiques, des reconnaissances de dettes et des contrats.
La Commune et ses institutions ne se préoccupent pas que de Vérone intra muros. La cité commence par nommer les châtelains qui tiennent les forteresses d'Ostiglia, de Rivole et de Garda. À partir de 1250, Vérone impose recteurs ou podestats aux communes qui se trouvent sur son territoire et ne sont pas la propriété privée de la noblesse ; les prérogatives de cette dernière commencent à reculer,.

#### Frédéric Barberousse et la Commune de Vérone

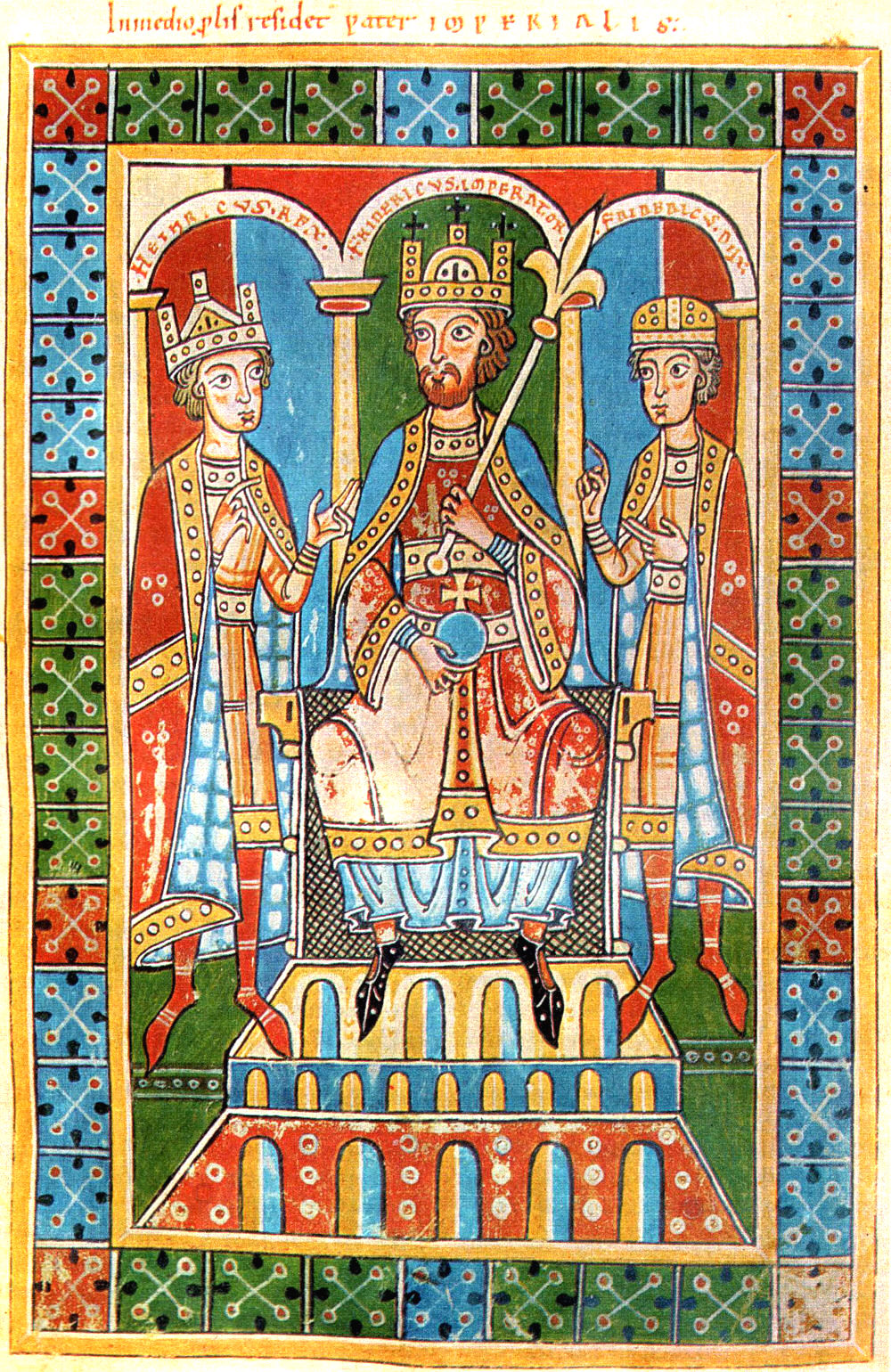
Miniature représentant l'empereur Frédéric Barberousse.

En mars 1152, quand Frédéric Ier de Hohenstaufen (dit Barberousse) est proclamé empereur, ses droits en Italie sont en complète déshérence. À Vérone, par exemple, aucun comte n'a représenté le souverain depuis 1073, et les communes, qui ont accumulé privilèges, territoires et prérogatives, s'y comportent comme de véritables États. En 1154, Barberousse fait le voyage d'Italie et, malgré les menaces de reprise en main dont il est porteur, il est accueilli à Vérone sans animosité. Quand il doit repasser en Allemagne un an plus tard, un incident entame cependant la confiance entre la ville et l'Empereur. Ayant fait construire un pont flottant pour passer l'Adige, à quelque distance de Vérone, il voit celui-ci emporté, pendant que son armée le traverse, par des troncs flottants que les Véronais sont bientôt accusés d'avoir libérés intentionnellement. S'étant ensuite engagé sur la route du Brenner, il doit affronter un nouvel obstacle à Rivoli Veronese, où un rebelle natif de Vérone, nommé Aberico, lui barre le passage avec quelques centaines d'hommes et lui demande une rançon. Il faut toute la diplomatie de Tebaldo, évêque de Vérone, délégué en 1156 par ses concitoyens pour faire amende honorable, pour obtenir que la ville, au prix d'une forte pénalité, revienne dans les bonnes grâces du souverain,.
En 1158, Barberousse est à nouveau dans la péninsule, et les Véronais, rappelés à leurs obligations, lui prêtent assistance contre Milan. Au mois de novembre de la même année, il assemble une diète à Roncaglia et obtient des villes du nord de l'Italie, dont Vérone, qu'elles lui abandonnent le droit de nommer les magistrats (podestats, consuls, etc.). Mais quand il revient en Italie en 1164, la donne a changé. Le schisme de 1160 a laissé face à face deux papes : Victor IV, soutenu par l'Empereur, et Alexandre III, soutenu, entre autres, par Ognibene, nouvel évêque de Vérone. Dans ce contexte, Barberousse trouve face à lui Vérone, Venise, Padoue, Trévise et Vicence associées au sein de la Lega Veronese (it), la Ligue de Vérone (ou Veronensis societas). Après avoir ravagé la province, l'armée impériale se présente en ligne de bataille à Vigasio, mais décide finalement, face à une coalition venue en nombre et bien armée, de se replier en Allemagne. Les communes fêtent cette retraite comme une victoire. Les sympathisants de l'Empereur sont arrêtés, parfois exécutés.
Alexandre III revenu après bien des péripéties sur le trône papal, Barberousse, craignant qu'il ne prenne le parti des communes, décide d'intervenir à nouveau en Italie. En 1166, les Véronais parviennent à l'arrêter au col de Rivoli Veronese, et l'Empereur est contraint de passer par la Val Camonica. Sur ces entrefaites, Crémone, Mantoue, Brescia et Bergame font alliance, et Milan, Ferrare, Lodi, Parme et Plaisance fondent la Ligue lombarde le mois suivant. En 1167 les deux ligues (véronaise et lombarde) s'unissent pour former la Concorde, qui réunit Bergame, Bologne, Brescia, Crémone, Ferrare, Lodi, Mantoue, Milan, Modène, Novare, Padoue, Plaisance, Reggio d'Émilie, Trévise, Venise, Verceil, Vérone et Vicence.

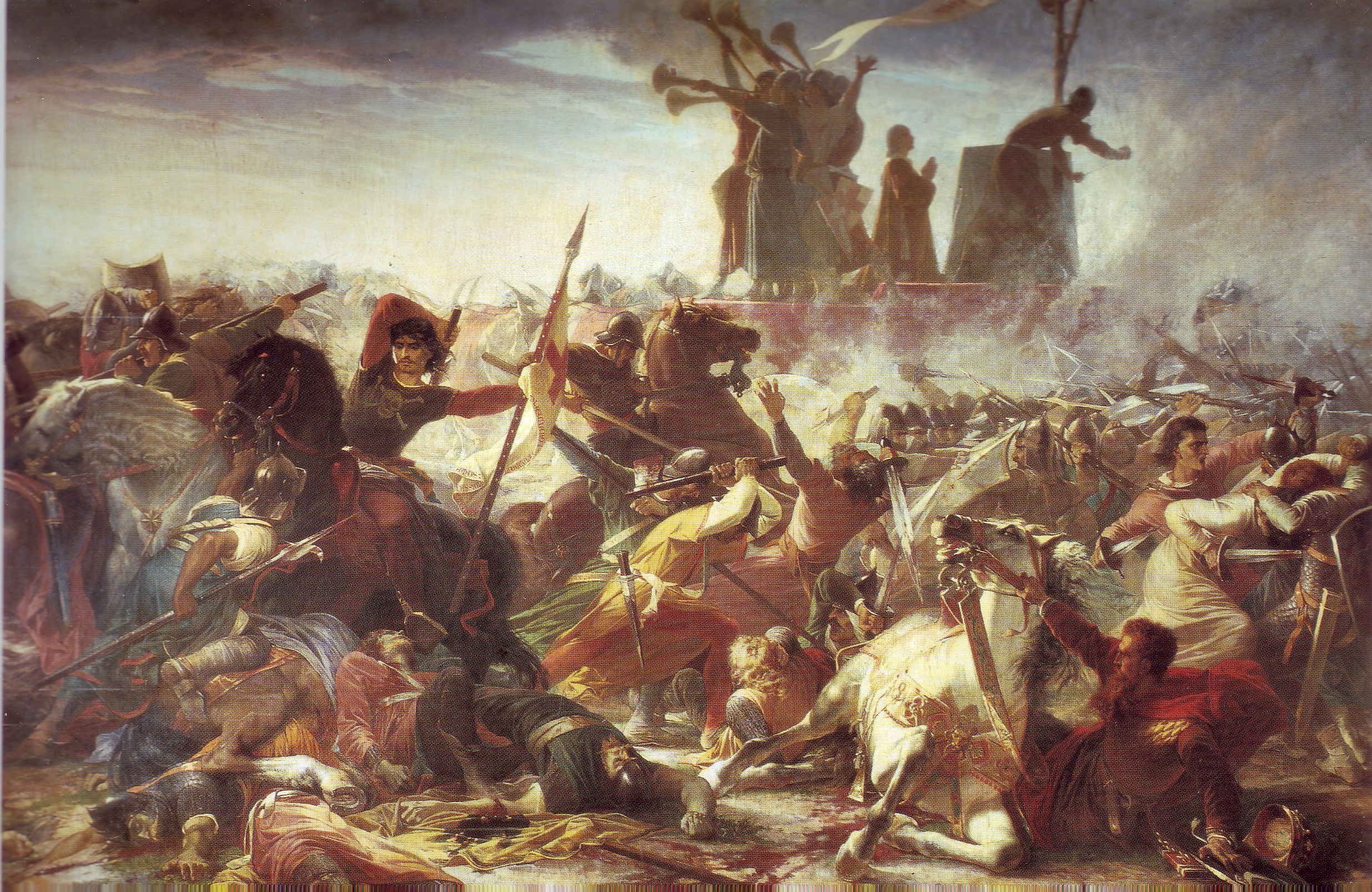
La bataille de Legnano, représentée dans un tableau du peintre Amos Cassioli.

À sa cinquième expédition italienne, Barberousse s'attaque aux villes de la Ligue lombarde. Le 24 mai 1176, 12 000 soldats, dont trois cents chevaliers véronais, remportent contre ses 4 000 hommes la bataille de Legnano, pendant que l'infanterie des Véronais et des Brescians défend Milan.
C'est à cette occasion que naît le Carroccio, un char de parade richement orné portant les symboles des cités alliés qui est tiré à travers les rues de Vérone lors des grandes festivités. Il est conservé jalousement dans la basilique San Zeno de Vérone jusqu'en 1583, quand des moines allemands de l'abbaye, humiliés par les souvenirs évoqués par le trophée, le vendent au poids du métal.
L'Empereur, vaincu, finit par faire la paix avec Alexandre III (1177) et par reconnaître, après de longues négociations, les autonomies communales (paix de Constance, 25 juin 1183). Les cités rebelles sont pardonnées, l'Empereur leur reconnaît le droit de fortification, celui d'élire leurs consuls et de lever droits et péages. En échange, elles concèdent au souverain le droit d'investir les consuls qu'elles ont choisis, de rendre justice en appel pour les délits engageant plus de 25 lires. Vérone se voit spécifiquement reconnaître le contrôle des accès italiens au Brenner. Cozo, un des personnages éminents de la ville, prête serment à l'Empereur au nom de ses concitoyens et il est fait représentant impérial sur place. Barberousse marque sa réconciliation avec Vérone en s'y rendant en personne pour s'entretenir avec le nouveau pape Lucius III,.
En 1184, Barberousse effectue sa sixième expédition italienne. Pour s'attirer les sympathies des villes de la Marche de Vérone, il leur concède de nombreux privilèges. Un concile se tient à l'abbaye de San Zeno, en présence de l'Empereur, au cours duquel sont condamnés les hérésies cathare, patarine, vaudoise, ainsi que les arnaldistes. En novembre 1185 Lucius III décède et son corps est enfoui dans la Cathédrale Santa Maria Matricolare de Vérone, où il repose encore. Son successeur Urbain III est intronisé dans la ville, et il y passe le plus clair de son court pontificat,
En 1188, Vérone, pour des motifs économiques, entre en conflit avec Ferrare, et parvient à s'emparer de quelques localités de la Polésine, dans ce qui constitue la première expansion territoriale de la commune. C'est pendant la même période qu'un certain nombre de Véronais participent aux croisades, et en particulier à la troisième, au cours de laquelle Barberousse trouve la mort. On dit que les Véronais prennent part à l'assaut contre Acre. Pour soutenir son conflit avec Ferrare, Vérone se ligue avec Mantoue et s'empare de la rive orientale du lac de Garde ainsi que du col de Rivoli Veronese. Le conflit avec Ferrare prend fin en 1198, mais Mantoue se retourne contre son ancien allié. Après une première victoire de Vérone, deux alliances se forment : la première est composée de Vérone, Ferrare, Trévise et Vicence, la seconde de Mantoue, Padoue et Ravenne. Pendant ce temps, à Palerme, Frédéric II de Hohenstaufen, petit-fils de Barberousse, est couronné empereur (1201).

#### Les Da Romano et les luttes entre guelfes et gibelins
Vers 1200 la famille Da Romano émerge comme un acteur politique majeur en Vénétie, avec Ezzelino I il Balbo et Ezzelino II il Monaco (le Moine), vicaire impérial sous Otton IV, puis Ezzelino III da Romano (surnommé « le Féroce » ou « le Cruel ») et son frère Alberico. Pendant une cinquantaine d'années, la famille va dominer le piémont des provinces de Padoue, de Vicence et de Trévise. Jouant, au niveau des communes, sur les dissensions entre guelfes et gibelins et sur les luttes entre familles nobiliaires, elle préside directement ou par son réseau de clients, de parents ou d'alliés, au destin des principales cités de la région, dont Vérone. Les Da Romano sont ainsi, tour à tour, à Vicence, à Trévise et à Vérone, podestats, « capitaines du peuple », mais également vicaires impériaux, et marquis,.
En 1206-1207, Azzo VI d'Este, alors podestat de Vérone, cherchant à rétablir la paix civile dans sa ville, tente, sans succès, de la débarrasser des familles Montecchi (guelfes) et Sambonifacio (gibelins). Il s'allie pour y parvenir avec les guelfes du comté de Vérone, qu'il laisse envahir la ville et détruire les maisons des familles gibelines. Ces dernières, exilées, font appel à Ezzelino II il Monaco. Celui-ci assemble alors une armée et marche sur Vérone, en chasse Azzano d'Este et fait nommer podestat le gibelin Oderico Visconti. Pour transformer, dans les mémoires, cette victoire gibeline en une victoire du peuple de Vérone, Ezzelino institue la festa di tutto il popolo. Il y intègre la corsa dei Barberi préexistante et y ajoute une procession qui donnera naissance au palio de Vérone (it), dont parle Dante Alighieri (Inferno, chant XV, 122).
En 1221 Ezzelino II laisse le pouvoir à son fils, Ezzelino III, dit le Féroce. Pour tenter de calmer les dissensions entre guelfes et gibelins, il lui a d'abord fait épouser Giglia di Sambonifacio, tandis que sa sœur, Cunizza da Romano, se marie avec Ricciardo di Sambonifacio. Les débuts de sa régence sont une période tranquille mais, après des rumeurs évoquant un complot des guelfes, il répudie son épouse, s'appuie sur les gibelins et fait emprisonner les chefs du parti guelfe, dont Ricciardo di Sambonifacio,.
Celui-ci ne devra sa libération qu'à l'arrivée en Vénétie d'un dominicain illuminé, le frère Giovanni da Schio (it). Doué d'une éloquence remarquable, celui-ci tente de pacifier les cités du nord de l'Italie. Parti de Bologne, il prêche à Modène, Parme, Crémone, Ferrare, Monselice, Trévise, Padoue et devient en peu de temps l'apôtre de la paix universelle. Le 28 août 1233, sur les rives de l'Adige, il s'adresse à « un demi-million de personnes » rassemblées sous les murs de Vérone, en présence de l'évêque, du podestat, des grandes familles et de délégations venues de toute la province. Le prêcheur leur fait signer un « traité de pacification universelle », organise des mariages de réconciliation, s'immisce dans l'organisation des communes et se fait bientôt donner les pouvoirs illimités sur Vérone, Vicence et d'autres localités. Pris en otage tantôt par les gibelins, tantôt par les guelfes, il légifère, réforme les statuts municipaux, lève l'impôt, pourchasse les hérétiques ou présumés tels, et fait périr sur le bûcher plus de soixante personnes en quelques jours. À l'instigation d'un autre moine, bénédictin celui-là, la population excédée par ses débordements, se révolte et le force à retourner à la vie conventuelle.
Après cet épisode, Ezzelino III, qui est resté à l'écart, revient aux affaires. À Vérone, il se fait nommer capitano del Popolo par le conseil des Quatre-vingt. Renforcé par l'appui d'un contingent impérial, il traite avec Crémone, Parme, Modène et Reggio Emilia, pour s'opposer à Milan et à ses alliés de la Ligue guelfe. L'empereur Frédéric II lui confère le titre de « vicaire impérial en Italie » et lui offre en mariage une de ses filles naturelles, Selvaggia, dont les noces sont célébrées en 1238 en la basilique San Zeno, en présence de Frédéric.
Excédé par les dissensions perpétuelles qui mettent à mal son projet de principat indépendant et emporté par le sentiment de sa puissance, Ezzelino entame, à partir de 1244, la phase tyrannique de sa régence, qui sera mise en relief par les auteurs de sa légende noire. Sous couvert de loyauté à l'Empereur, il vise ses adversaires personnels et s'acharne sans retenue contre les factions qui s'opposent à ses menées dans les villes de Padoue, Vicence, Feltre et Belluno, sans épargner Vérone,.
Même Frédéric II commence à se préoccuper de la puissance d'Ezzelino III. En 1245, il assemble une diète à Vérone. Les évêques qui y participent accusent à plusieurs reprises Ezzelino d'hérésie. Tandis que la maison Da Romano poursuit son expansion territoriale et que le pouvoir d'Ezzelino se fait de plus en plus répressif, le pape Alexandre IV l'excommunie en 1248 et lance une croisade contre lui.
Après la mort de Frédéric, Ezzelino, qui tente de s'étendre vers Milan, perd en 1259 une bataille contre ses ennemis coalisés à Cassano sur l'Adda. Il est fait prisonnier et meurt à l'automne de la même année à Soncino, à l'âge de 60 ans,. Après sa mort, son frère Alberico, qui avait reçu Trévise en partage, avait garanti les possessions orientales de la famille, et l'avait parfois combattu, est mis à mort avec tous ses proches. Vérone est l'unique cité sous le contrôle des Da Romano à ne pas finir entre les mains des guelfes.
Malgré les guerres incessantes et les méfaits dont l'ont accusé ses adversaires, le temps d'Ezzelino est une période florissante pour les arts : des troubadours venus de Provence à la suite de la croisade des Albigeois trouvent refuge sur ses terres et à Vérone, tandis que la ville attire également les minnesanger (troubadours allemands). L'alliance étroite qui lie Ezzelino et Frédéric II assure un échange permanent entre les poètes de la Magna Curia, la célèbre « École sicilienne » et les trouvères transalpins.

### Les Della Scala

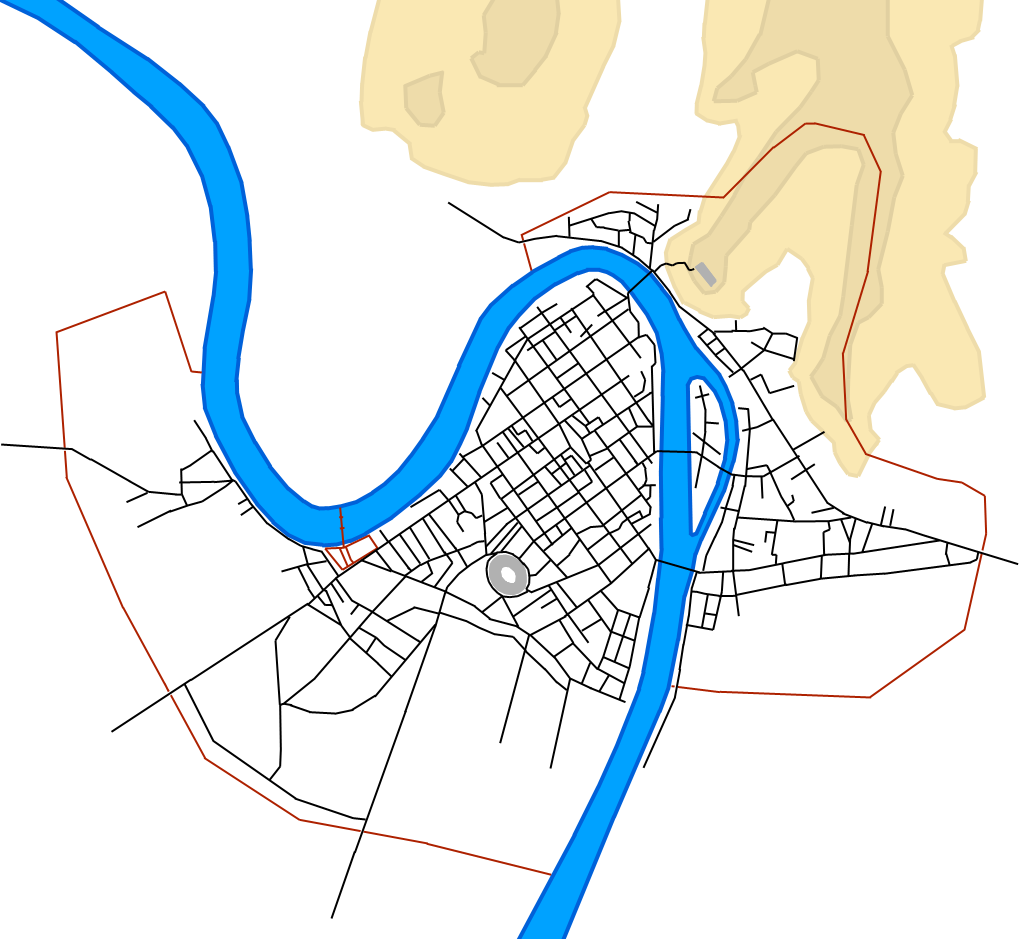
Plan de la Vérone des Della Scale (Scaliger).

Le blason le plus connu de la famille Della Scala : une échelle blanche à quatre ou cinq barreaux, sur fond rouge.

Une variante du blason des Scaliger, avec deux chiens affrontés de part et d'autre de l'échelle.

Autre variante, adoptée pour la première fois par Cangrande della Scala en sa qualité de vicaire impérial, avec l'aigle impériale au sommet de l'échelle.

En 1258, un an avant la chute d'Ezzelino, ce dernier confie le contrôle de Vérone à un membre de la famille Della Scala, et la faction gibeline y prend le dessus. La ville passe alors insensiblement du statut de commune à celui de seigneurie (signoria). C'est en 1262 que Mastino della Scala est proclamé capitaine général perpétuel du peuple. Il s'attache immédiatement à calmer les dissensions et porte secours aux villages affligées par les guerres incessantes. Dès l'année suivante, les guelfes attentent à sa vie, mais le complot est éventé. Les conjurés sont capturés et condamnés à mort. Ceux qui parviennent à s'enfuir sont recueillis par les Sambonifacio. En 1265, la ville de Trente se rebelle, mais elle est rapidement réoccupée. Peu de temps après, les châteaux de Lonigo, Montecchio Maggiore et Montebello sont conquis.
Deux années plus tard, l'empereur Conradin se rend en Italie, et les Della Scala, gibelins fidèles à la dynastie souabe, le soutiennent militairement contre une autre faction gibeline associée à son rival Manfred. Le 18 novembre 1267, la ville de Vérone se retrouve excommuniée par le Pape. Les guelfes profitent de la situation et la ville de Mantoue se soulève, pour tomber cependant entre les mains de la famille Bonacolsi, alliée des Della Scala. Toujours en délicatesse avec le Pape, Mastino della Scala fait capturer, à Sirmione, 170 religieux hérétiques (cathares et patarins), qui y ont pris le contrôle des affaires spirituelles. Ils les emprisonnent à Vérone, leur réservant un traitement correct. Ce n'est que quelques années plus tard, après la mort de Mastino, qu'ils sont exécutés et que l'excommunication de Vérone est finalement levée.
Sous Mastino della Scala, la ville connait une période florissante, mais les guelfes n'en organisent pas moins une conjuration. En 1277, ils parviennent à assassiner Mastino, ainsi que Nogarola, un ami de la famille. Les coupables, qui ont réussi à s'enfuir, sont bannis et leurs maisons rasées.
Alberto I della Scala lui succède. Avec lui, la commune se transforme en seigneurie. En moins de dix jours, le peuple lui confie les pouvoirs les plus étendus. Il fait rédiger le Statuto Albertino, un texte qui réforme l'organisation de la cité.
Alberto fait la paix avec Brescia, Mantoue et Padoue, cités guelfes depuis longtemps opposées aux préférences gibelines affichées par Vérone.
À la même époque, l'évêque de Vérone autorise les Cimbres à s'installer sur les territoires quasi déserts de la Lessinia. Au début des années 1290 Ferrare, Parme et Reggio d'Émilie, sont occupées, tandis qu'en 1297, Vicence, ensanglantée par les luttes intestines, confie spontanément son destin à Vérone. Cangrande della Scala est désigné pour gouverner Vicence. Les conquêtes reprennent en 1299 quand Alberto, aidé de ses fils Alboin et Cangrande, se rend maître de Feltre, Cividale et Belluno.
Alberto I della Scala meurt en 1301 laissant derrière lui trois fils (l'aîné Bartolomeo, le puîné Alboin, le cadet Cangrande) et une fille Verde di Salizzole (it), qui décède en 1306. Le pouvoir revient à l’aîné. Il parvient à s'emparer de Riva del Garda et d'Arco (dans la région du Trentin), mais il meurt en 1303 sans laisser de descendance et c'est son frère Alboin qui lui succède. Il appelle à ses côtés son cadet Cangrande, avec lequel il prend le contrôle de la rive bresciane du lac de Garde, et remporte quelques batailles contre Ferrare, Brescia et Parme. En 1310 l'empereur Henri VII les nomme tous deux vicaires impériaux, mais Alboin décède peu après et le pouvoir revient entre les mains de Cangrande.

#### Expansion et richesse de la Seigneurie

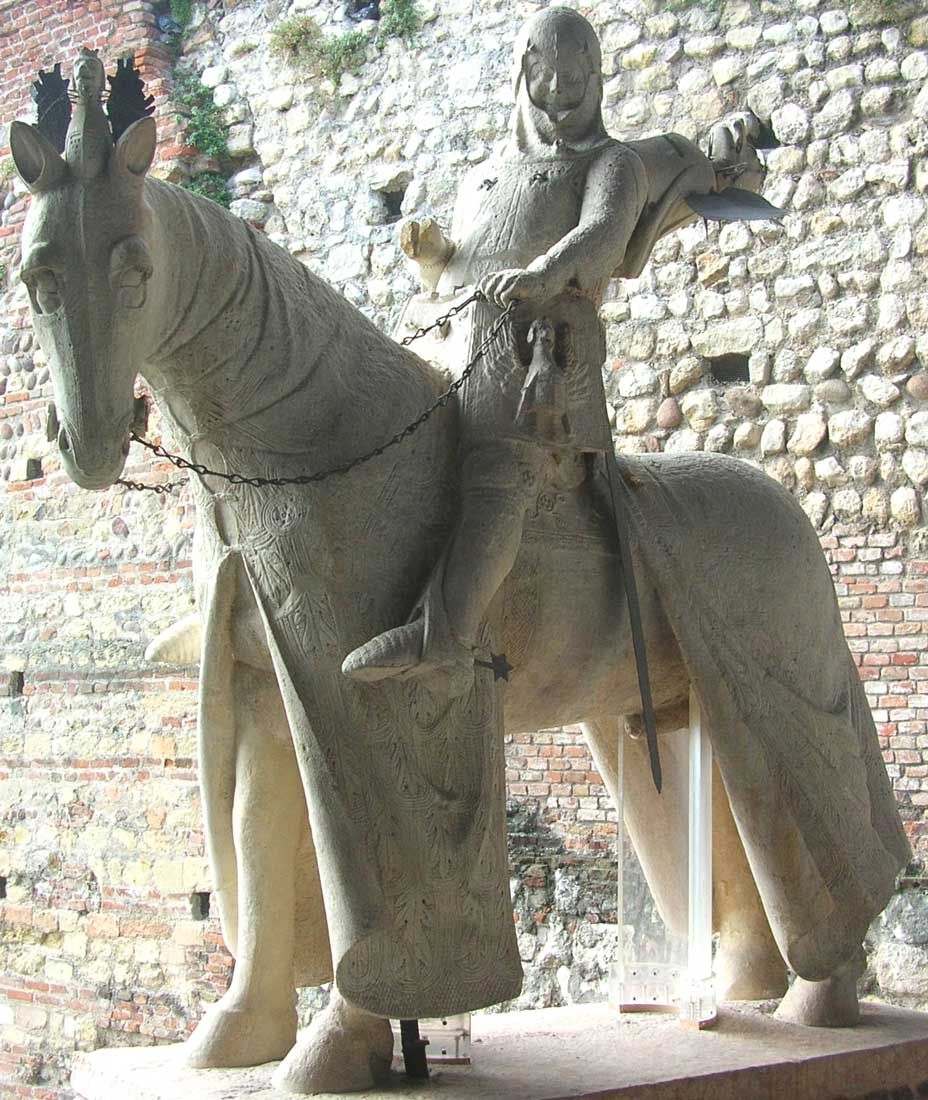
La statue équestre de Cangrande, à proximité du Castelvecchio.

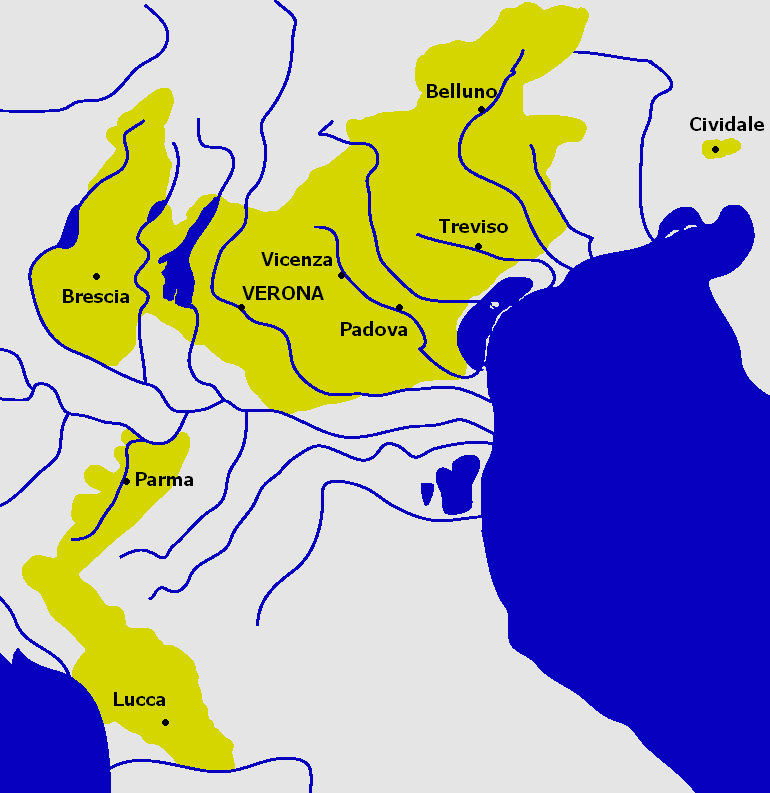
Domaines de la famille Della Scala au moment de leur plus grande expansion (1336).

Cangrande della Scala se comporte en seigneur éclairé. Il accueille Dante, exilé de Florence, dans le palais qu'il a fait édifier pour les réfugiés politiques, les savants, les poètes et les artistes de talent, qu'il couvre généreusement d'or et de cadeaux.
Padoue se ligue alors avec les Sambonifacio, Trévise et Aquilée, qui signent la paix en 1314. Mais dès l'année suivante, Padoue envahit le territoire de Vicence. Cangrande intervient, met l'ennemi en déroute et capture le chef de la Maison de Carrare. Il est retenu prisonnier et traité comme un hôte jusqu'à la paix de 1315. En 1318, à Soncino, Cangrande est nommé général de la Ligue gibeline.
En 1325 Cangrande est frappé par une grave maladie et la rumeur de sa mort se propage. Federico della Scala (it) se fait alors élire prince, mais il est banni, ainsi que toutes les familles qui l'ont soutenu, lorsque Cangrande se rétablit.
En 1328 un légat du Pape l'accuse d'hérésie et lance une croisade contre lui). De nombreuses cités guelfes se rallient à la croisade, mais elles sont toutes défaites et Cangrande parvient à conserver le contrôle de Padoue. Il met le siège devant Trévise, qui se rend peu de temps après. Cangrande est alors seigneur de Vérone, Vicence, Padoue, Trévise, Belluno, Feltre, Monselice, Bassano, vicaire impérial de Mantoue et chef des gibelins italiens. Cangrande meurt brutalement de maladie à 38 ans. Sa mort prématurée et inattendue laisse la Seigneurie sans héritier direct (il n'avait eu que des filles et ses fils étaient illégitimes). Le pouvoir tombe entre les mains de son neveu Mastino II della Scala qui étend la seigneurie jusqu'à Pontremoli et aux rives de la Mer Tyrrhénienne.
En 1328 les fils illégitimes de Cangrande organisent une conjuration pour se débarrasser des héritiers d'Alboin della Scala (Alberto II della Scala et Mastino II), mais ils sont dénoncés et emprisonnés. Le 8 août 1331, Mastino II est élu Capitan generale de la ligue formée entre Vérone, la Maison d'Este, la Maison de Gonzague et la Famille Visconti (à laquelle se joindra ensuite Florence), ligue mise sur pied pour faire pièce aux expéditions italiennes des souverains de Bohême qui, sollicités par le Pape, se sont déjà emparés de quelques cités lombardes. Mastino II, placé à la tête de l'armée, vient au secours de Ferrare assiégée, remporte la bataille et reçoit un accueil triomphal lors de son retour à Vérone. Il soumet Bergame, qu'il offre à ses alliés, et Brescia, Parme, Lucques, Massa et Pontremoli, qui restent à la famille Della Scala.
Mal conseillés, les Della Scala finissent par irriter Venise qui, les voyant d'un mauvais œil s'approcher de Chioggia, s'allie avec Florence (suivie en 1337 de Milan, Mantoue et Ferrare), avec des conséquences désastreuses pour la dynastie scaligère. Alberto II est fait prisonnier. En 1339, Mastino II parvient à négocier la paix avec le Saint-Empire et avec ses ennemis et sauve ainsi la Seigneurie et son frère, au prix d'une réduction territoriale conséquente. Ils conservent Vérone, Vicence, Parme (qu'ils perdront ensuite au profit d'Azzo da Correggio (it)) et Lucques (isolée et sans continuité territoriale avec le reste de leurs possessions, la ville sera plus tard vendue à Florence).
Avec Mastino II, la ville se trouve dans une position ambivalente : défaite, obérée par le coût de son redimensionnement territorial, à nouveau déchirée par les luttes intestines, Vérone reste pourtant un refuge pour les exilés qui pâtissent des luttes fratricides que se livrent les autres cités italiennes. Du fait des relations familiales qui lient la ville à Louis de Bavière, Vérone devient une sorte de protectorat. Les Scaliger y perdent peu à peu le pouvoir, tandis qu'ils font édifier les monuments qui témoignent encore aujourd'hui de leur puissance : Castelvecchio, le Pont Scaliger et les Tombeaux des Scaligeri où reposent leurs restes.
Mastino II meurt en 1351 et la seigneurie passe à ses fils Cangrande II della Scala, Cansignorio della Scala et Paolo Alboino della Scala (Alberto II meurt peu de temps après s'être retiré de la vie publique). Le premier, surnommé « Can rabbioso » (chien enragé) est le véritable maître de la cité. Il se comporte en tyran, amasse des richesses à l'extérieur de la ville pour doter ses enfants illégitimes, monte les uns contre les autres, jusqu'à ce que son frère Cansignorio lui donne la mort en 1359. Cansignorio maintient ensuite une paix relative et embellit Vérone, qui y gagne le surnom de Marmorina en raison de l'usage surabondant du marbre et des statues. Il jette sur l'Adige le ponte Navi, et fait poser, sur la torre del Gardello (it), une horloge (la première d'Italie) dont le mouvement est alimenté par l'énergie hydraulique. Avant sa mort, survenue en 1375, il ordonne l'assassinat de son frère, Paolo Alboino, pour garantir la succession à ses fils illégitimes Bartolomeo II della Scala et Antonio della Scala, alors mineurs.
Les deux enfants grandissent sous le protectorat de la Famille Visconti, qui profite de la faiblesse politique et de l'endettement de Vérone. Barnabé Visconti attaque Vérone et réclame l'héritage de sa femme, Reine della Scala, sœur de Cansignorio, mais les Véronais font une sortie et le contraignent à s'enfuir. La ville reste entre les mains des Della Scala pendant encore 6 ans. Antonio delle Scala fait assassiner son frère pour pouvoir gouverner seul, faisant endosser le meurtre à la famille Malaspina, aux Nogarola (depuis toujours, pourtant, amis de la famille) et aux Bevilacqua, qui parviennent à trouver refuge à Milan. Ils poussent les Visconti à entrer en guerre contre Antonio della Scala. Ainsi se forme une alliance entre les Visconti, la Maison de Carrare, la Maison d'Este et les Gonzague, qui signe la fin de la seigneurie scaligère. L'armée véronaise livre deux grandes batailles avant d'être définitivement vaincue.
Vérone perd son indépendance et Antonio della Scala se retire à Venise. Il meurt en 1388 à proximité de Florence, d'où il venait de partir, à la tête d'une petite armée, pour défier à nouveau Vérone.

### Domination des Visconti et des Carrare
Le 20 octobre 1388 débute la domination des Visconti. Elle va s'avérer sévère et les Véronais tenteront de s'y opposer sans succès, chacune de leurs révoltes étant écrasée dans le sang.
Jean Galéas Visconti ne se préoccupe que de renforcer les fortifications de la ville pour faire pièce à la puissance montante de Venise. Il fait élever le Pietro et le Castel San Felice (it) et bâtit une citadelle à l'intérieur de la ville (une forteresse carrée protégée par un profond fossé et des murailles). C'est contre cet édifice que se brise la tentative de rébellion de juin 1390, après que les soldats des Visconti, pris par surprise, s'y sont retranchés. L'arrivée des renforts donnera le signal de trois jours de pillage (25-27 juin). En 1393, Jean Galéas Visconti ordonne une révision des Statuts et en profite pour supprimer la milice communale.
La Seigneurie viscontienne de Vérone prend fin à la mort de Jean Galéas en 1402. Francesco da Carrara fait alors croire aux citoyens de la ville qu'il va mettre à sa tête Guglielmo della Scala, le fils de Cangrande II. Ce dernier reçoit alors leur appui et peut pénétrer dans la cité, dont il est proclamé Seigneur par acclamation populaire. Mais quelques heures plus tard, il meurt empoisonné par Francesco da Carrara. Peu après que les fils de Guglielmo ont été proclamés seigneurs de la ville, Carrare les fait arrêter et s'empare du pouvoir, qu'il ne gardera que peu de temps. Venise profite du mécontentement des Véronais et du désordre pour introduire, avec l'aide d'une partie du peuple, une armée dans la ville et à mettre en fuite les représentants de la Maison de Carrare.

## Vérone vénitienne

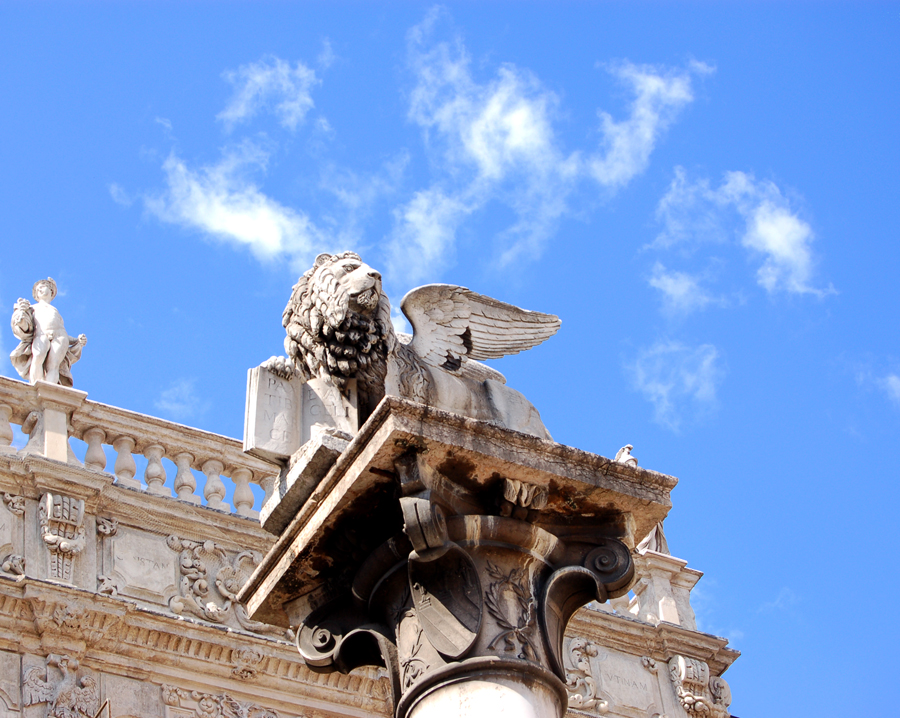
Les armes de Venise sur la Piazza delle Erbe.

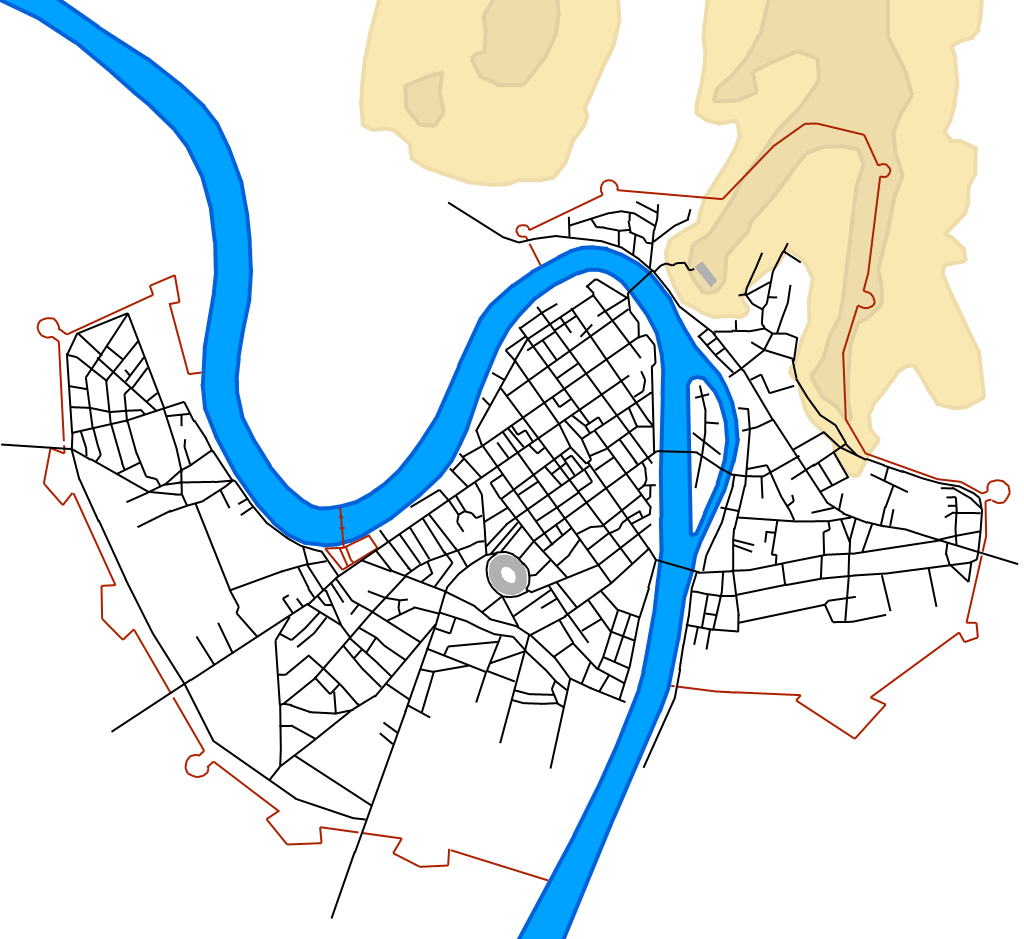
Plan de la Vérone vénitienne.

Le 24 juin 1405, les citoyens de Vérone dépêchent une délégation de 40 personnes à Venise, pour apporter au Doge les drapeaux de la ville et jurer fidélité à la république de Venise. Le procureur Gabriele Emo (hr) reçoit les clés et les sceaux de la cité, tandis que ses étendards sont exposés sur la place Saint-Marc par le Doge Michele Steno. Pendant ce temps, à Vérone, le Carroccio défile dans les rues, décoré aux couleurs de Venise. Le 16 juillet, les privilèges de Vérone sont confirmés par la « Bulle d'or » et la ville est placée sous l'administration de deux Vénitiens : un « podestat » exerçant les fonctions civiles et un « capitaine » chargé des affaires militaires.
Nonobstant l'enthousiasme qui s'était emparé de la ville, quand les Véronais apprennent que Brunoro della Scala lève une armée pour reprendre Vérone, la population, toujours attachée à ses anciens seigneurs, se rebelle en faveur du Scaliger. La révolte est rapidement écrasée et Brunoro, incapable d'entrer en ville, continuera, sa vie durant, à tenter de reprendre le pouvoir à Vérone.
En 1438, une nouvelle guerre, cette fois entre Venise et Milan, vient ensanglanter les campagnes véronaises. La ville voit passer une flotte de six galères et de 25 navires en transit vers le lac de Garde. Acheminés sur le cours de l'Adige jusqu'aux environs de Rovereto, les vaisseaux sont ensuite transportés par voie de terre, sur des chariots tirés par 2 000 bœufs, lors d'un voyage de 15 jours. Cette flotte sera utilisée sur le lac pour faire pièce aux navires milanais et remportera une victoire à Riva del Garda, obligeant la ville à capituler.
Le 16 novembre 1438, Vérone est prise d'assaut par les Milanais. Les murailles de la citadelle sont escaladées et les portes de la ville sont enfoncées. Les soldats milanais se livrent alors au pillage, tandis que le podestat et le capitaine trouvent refuge au Castel San Pietro et au Castel San Felice. De là, ils envoient chercher du secours à Venise, qui leur dépêche des renforts. Quatre jours plus tard, ceux-ci arrivent à Vérone par le Castel San Felice et parviennent à mettre en fuite leurs ennemis, qui se retrouvent acculés au ponte Nuovo, à la recherche d'une issue pour s'échapper. Le pont, construit en bois, cède sous le poids des soldats et s'effondre, entraînant nombre d'entre eux au fond de l'Adige, tandis que 2 000 autres sont faits prisonniers. La ville est complètement libérée le 20 novembre 1438. Avec la paix, Peschiera del Garda et Legnago sont réintégrées à la province de Vérone.
De nombreux monuments sont édifiés pendant le premier siècle de domination vénitienne. La présence de frère Giovanni da Verona et des frères olivétains de Santa Maria in Organo amènent l'imprimerie à Vérone. La ville jouit d'une longue période de paix, qui dure jusqu'en 1501, quand la République est attaquée par les puissances de la ligue de Cambrai.

### La ligue contre Venise
Aux débuts du XVIe siècle Venise songe à la création d'un État italien. Au terme du traité de Cambrai, signé le 10 décembre 1508, 1508, le pape Jules II, l'empereur Maximilien et Ferdinand II d'Aragon, et le roi de France Louis XII s'unissent alors pour retirer à Venise son emprise sur ses possessions de terre ferme. Les Vénitiens sont défaits et doivent se retirer jusque sous les murs de Vérone. Mais la ville, craignant d'être assiégée par l'armée ennemie, ne leur ouvre pas ses portes. L'armée vénitienne doit donc traverser l'Adige sur un pont flottant pour se porter en défense de la Sérénissime. Les représentants de Venise, comprenant la situation dans laquelle se trouve Vérone et désireux de la sauvegarder, la délient, le 31 mars 1509 du serment de fidélité qui la lie à la République.
Les Véronais décident d'envoyer des ambassadeurs auprès de Louis XII, qui entre triomphalement dans la cité. Les habitants apprennent alors que leur ville est promise à l'empereur Maximilien, qui veut en faire la capitale d'un futur royaume d'Italie. La garnison de la ville est assurée par des troupes espagnoles et françaises, qui y commettent des déprédations aux dépens de la population. La flotte du lac de Garde est désarmée, tandis que les trois galères encore utilisables sont sorties du port de Lazise et coulées à fond (elles constituent encore aujourd'hui un objectif pour les plongeurs).
En avril 1510 un complot contre les troupes impériales est découvert à Vérone, sanctionné par de nombreuses arrestations et exécutions. La ville perd 13 000 habitants lors d'un épisode de peste (1511-1512) et sa population passe, en un an, de 38 000 à 25 000 habitants. Le pape s'étant réconcilié avec Venise, les Français se retrouvent alliés à la République et ils assiègent Vérone et les troupes impériales. À la fin de l'année 1516, après un violent assaut mené par les Vénitiens, l'empereur, après le traité de Bruxelles (3 décembre 1516), offre Vérone à son petit-fils Charles Quint, qui la cède à son tour aux Français. Un an plus tard, ceux-ci, après la dissolution de la ligue de Cambrai, la restituent aux Vénitiens. Ces derniers, conscients des défauts du système défensif de la ville, inadapté à l'apparition des nouvelles armes à feu, restructurent de fond en comble les fortifications redonnant à Vérone un rôle militaire central confirmé par la présence dans ses murs de la moitié du contingent vénitien affecté à la défense de la terre ferme.

### Trois siècles de paix

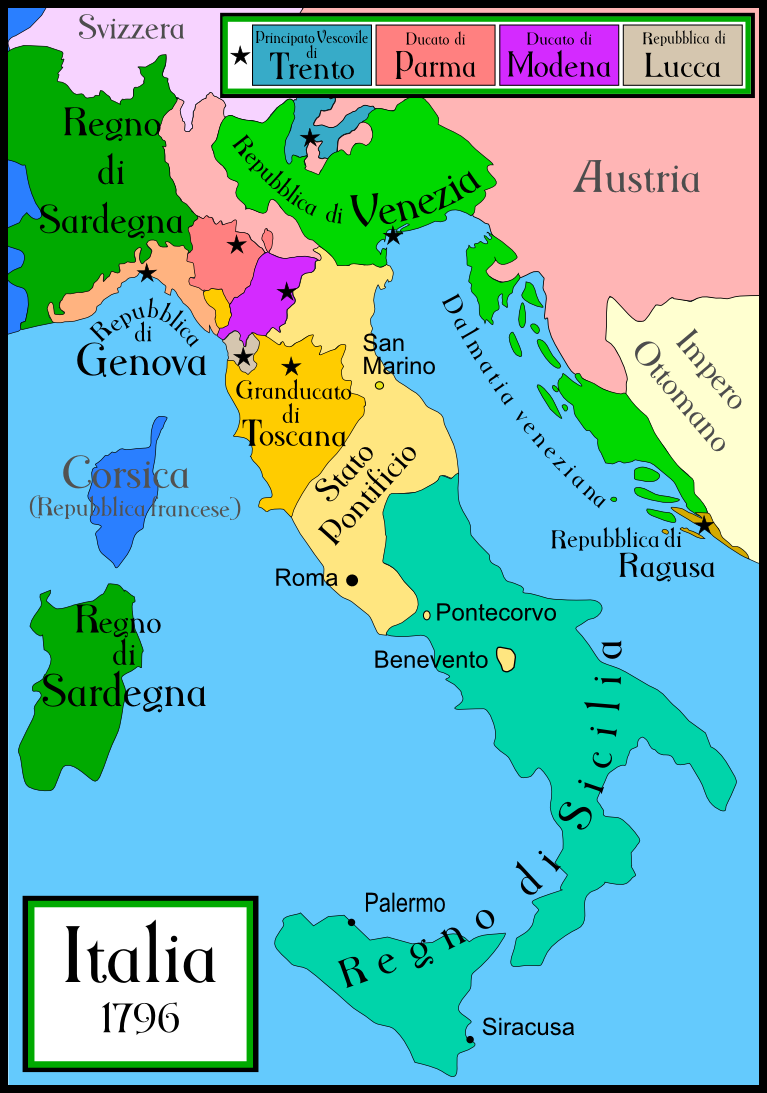
La république de Venise en 1796.

Pour Vérone, une nouvelle période de paix commence, à laquelle met fin non pas la guerre, mais la peste. Elle fait son apparition en 1630, dans les bagages de soldats allemands arrivés en Italie à l'occasion de la prise de Mantoue. Les malades sont évacués par bateau vers un lazaret situé sur l'actuelle localité de Pestrino (on peut encore y voir les ruines), tandis que les corps des victimes de la maladie sont brûlés ou, faute de place, jetés dans l'Adige. La peste est pour la ville un véritable désastre : des 53 333 habitants recensés en 1626 il n'en reste plus que 20 738 à la fin de l'épidémie. On estime à 33 000 le nombre de victimes, soit près de la moitié de la population. Il faudra attendre la fin du XVIIIe siècle pour que la population retrouve son niveau antérieur.
Le XVIe siècle voit se développer l'économie. De nombreux édifices sont construits, dont une des plus importants maîtres d'œuvre est l'architecte Michele Sanmicheli. Des dizaines d'académies sont fondées, des activités culturelles de dimension européenne prennent naissance, et le concert de cloches « à la Véronaise » se développe.
Avec le début du XVIIIe siècle, les guerres refont leur apparition : en 1701 la guerre de succession d'Espagne oppose la France à l'Autriche, sous le regard neutre de la république de Venise (qui renforce quand même sa garnison de Vérone). Les Français tentent d'endiguer l'arrivée des troupes ennemies descendues du Brenner : ils occupent le monte Baldo, pour arrêter, depuis les hauteurs, l'avancée des troupes autrichiennes qui empruntent le val d'Adige (et violant en cela la neutralité vénitienne). Le prince Eugène de Savoie-Carignan, informé de ces dispositions, réussit l'exploit de faire gravir les pentes abruptes des monts Lessini (it) à 25 000 soldats autrichiens qui, arrivant ainsi dans la vallée à l'est de Vérone, se portent sur Legnano et battent les Français à Carpi (Italie), les obligeant à se retirer sur l'autre rive du Mincio.
En mai 1796, pendant la campagne d'Italie, les Autrichiens sont battus dans le Piémont par le général Napoléon Bonaparte, et doivent battre en retraite jusqu'à Trente. Pendant leur retraite, ils occupent Peschiera, violant ainsi la neutralité de Venise, et Napoléon en profite pour occuper la ville après les en avoir chassés. Le 1er juin 1796, il s'empare de Vérone avec 12 000 hommes.

## Vérone française

### L'occupation française

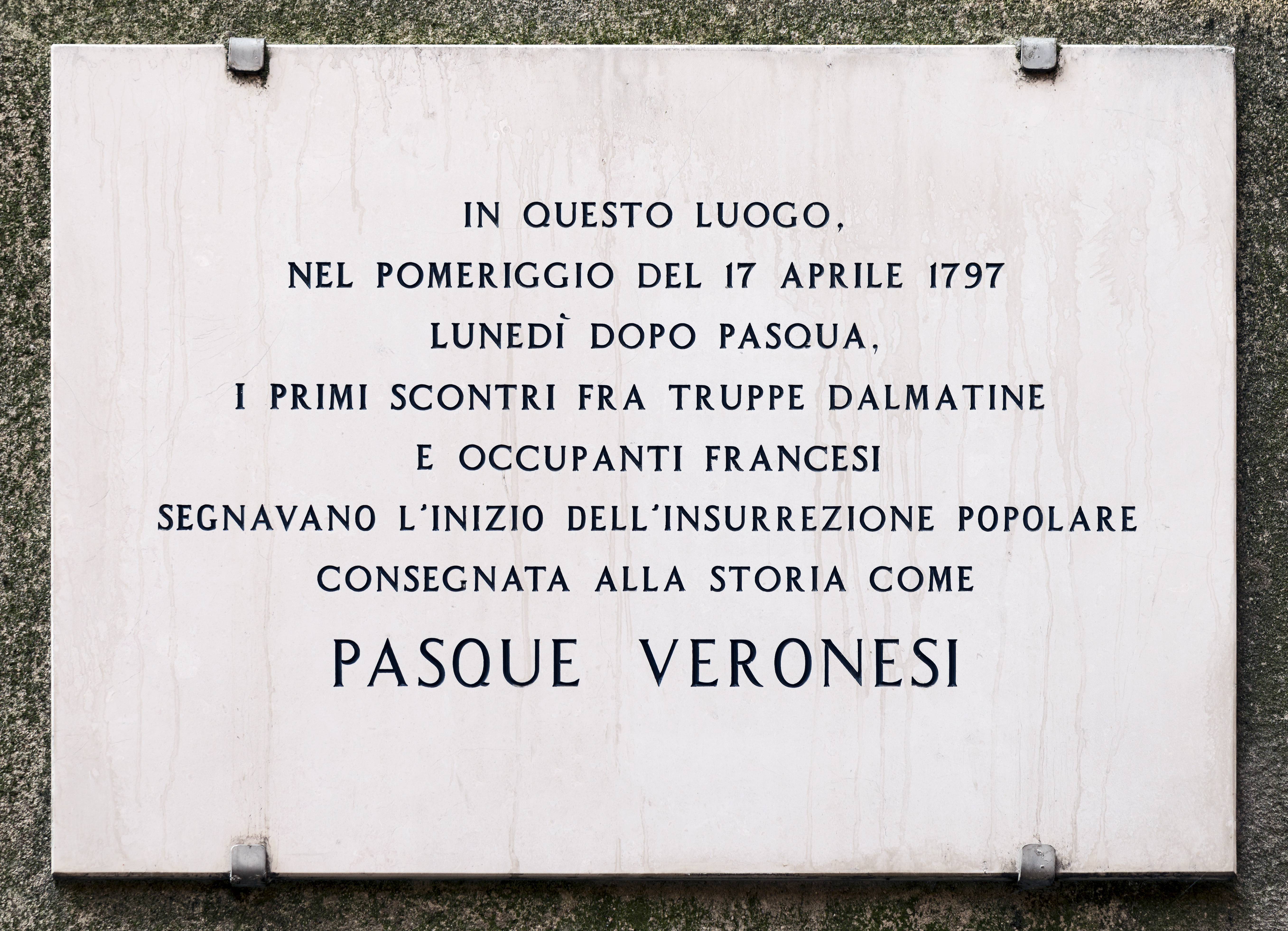
Plaque commémorative des Pâques véronaises.

Apprenant que les troupes françaises s'approchent de Vérone, de nombreux habitants s'enfuient. Elles entrent dans la ville, le 1er juin 1796, avec les canons chargés à mitraille, sous le regard circonspect des Véronais. Le 3 juin 1796, accompagné de nombreux généraux et de 500 cavaliers, Bonaparte arrive et lève immédiatement des contributions importantes sur les habitants. Il prend ses quartiers au palazzo Forti (it), tandis que ses généraux se logent dans les palais de la noblesse en fuite. Mais au bout de deux mois, Bonaparte est obligé d'abandonner la ville en raison du retour des troupes autrichiennes, qui sont accueillies avec enthousiasme par la population, persuadée qu'elles vont restituer le contrôle de la ville aux Vénitiens. Après leurs premiers succès, les Autrichiens enregistrent pourtant une série de défaites et, le 7 août 1796, ils doivent se retirer pour se déployer à quelque distance de Vérone. Le jour suivant, les Français, revenus sous les murs de la ville, abattent la porte San Zeno à coups de canon et saccagent la cité.
Le 22 octobre 1796, Bonaparte revient à Vérone. Au mois de novembre, les troupes autrichiennes s'approchent à nouveau de la ville, mais elles sont prises à revers et vaincues à la bataille du pont d'Arcole, le 17 novembre. À la mi-janvier 1797, une nouvelle incursion autrichienne est déjouée à la bataille de Rivoli, et Bonaparte séjourne une nouvelle fois en ville.
Le lundi 17 avril 1797, second jour des fêtes de Pâques, la population de Vérone se révolte contre la garnison française, composée de 3 000 hommes, lors d'un épisode resté dans l'histoire sous le nom de Pâques véronaises (la révolte éclate en même temps à Vicence et à Padoue). Le soulèvement dure jusqu'au 25 avril, quand la ville, entourée par quelque 25 000 Français, doit finir par se rendre, après avoir mis hors de combat la moitié de la garnison,. En représailles, l'occupant exige le paiement de deux millions de livres turinoises et la confiscation de l'argenterie des églises, des réserves de vivres, de vêtements et de chaussures. La ville doit en outre faire face à l'entretien de plus de 50 000 soldats français, qui ne se privent pas de piller pour augmenter leur butin. Les réquisitions, les abus et les vexations se multiplient, notamment à l'égard des pratiques religieuses. Des exécutions sommaires ont lieu.
« Hanno messo l’ospital nella Chiesa di Sant’Eufemia, mettendo tutti li ammalati francesi parte in convento e parte in Chiesa. Hanno portato via tutto, i santi, le madonne e il Santissimo, in San Simonetto vicino, perché li francesi rovinano tutto […]. Ma non ostante, hanno fatto mille sorte di malanni perché hanno rotto le cantorie, i confessionali, il pulpito, e il coro. Era solo la statua di San Nicola da Tolentino sul suo altare, e i francesi volendola distruggere, li gettarono una soga al collo e si misero in diversi per tirarla abbasso a buttarla in pezzi, ma non fu possibile lo smoverla dal suo nicchio; la qual cosa fu miracolosa. Ed un soldato francese, arrabbiato per questo, dopo tanti sforzi per tirare in terra il santo, non so se con lo schioppo, con bastone o con altro, gli diede tanti colpi: ma tutto fu inutile[…]. I francesi in quella Chiesa hanno fatto di tutto, perché hanno spezzato fino le laste delle sepolture, disturbando anche i poveri morti.Anzi avendone trovato uno vestito di ferro in un sepolcro, con una spada da una parte che erano centinara e centinara di anni che era stato seppellito, hanno portato via anche quello e non si sa che cosa ne abbiano fatto. »
— Mémoires de Valentino Alberti
Vérone, Biblioteca Civica, ms. 950.
        
« Ils ont installé leur hôpital dans l'église de Sant'Eufemia, et transporté tous les malades français, partie dans l'église, partie dans le couvent. On a tout transporté à San Simonetto, les saints, les madones et le tabernacle, parce que les Français détruisent tout […]. En dépit de cela, ils ont fait toutes sortes de dégâts, détruit les tribunes, les confessionnaux, la chaire et le chœur. Il ne restait plus que la statue de San Nicola da Tolentino sur son autel, et les Français, qui voulaient la détruire, lui ont passé un licol autour du cou et se sont mis à plusieurs pour l'abattre, mais il leur fut impossible de la faire bouger de sa niche, ce qui était un miracle. Et un soldat français, furieux de la chose, après avoir fait tant d'effort pour faire tomber le saint, lui a asséné tant de coups, je ne sais de quoi, fusil, gourdin ou autre, mais tout fut inutile […]. Dans cette église, les Français en ont fait de toutes les couleurs, ils ont même brisé les pierres tombales, et ont dérangé jusqu'à ces pauvres morts. Et même, ayant trouvé une armure dans une des tombes, avec une épée qui y était ensevelie depuis des centaines et des centaines d'années, ils l'ont emportée et on ne sait pas ce qu'ils en ont fait. »
C'est pourtant dans cette ambiance de ville occupée qu'est proclamée à Vérone la Déclaration des droits de l'homme et du citoyen y compris pour la minorité israélite, composée d'un millier de personnes environ.

### La République cisalpine et le royaume d'Italie

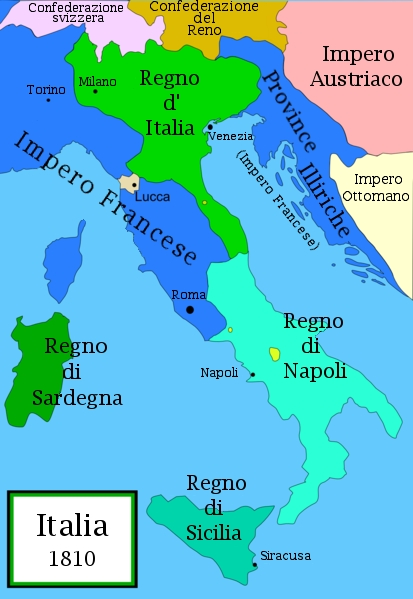
Subdivision politique de la péninsule italienne en 1810, après le traité de Schönbrunn.

Le 9 juillet 1797, la République cisalpine est proclamée. Le 17 octobre, par le traité de Campo-Formio, Bonaparte partage la république de Venise entre la France et l'Autriche. Vérone est cédée aux Autrichiens le 21 janvier 1798, mais les combats entre Français et Autrichiens reprennent le 26 mars sur le territoire de Vérone. Le 9 février 1801, par le traité de Lunéville, Vérone est partagée entre Français et Autrichiens avec l'Adige comme ligne de démarcation. Les Français baptisent alors « Véronette » la partie de la ville tenue par les Autrichiens (surnom qu'elle conserve toujours aujourd'hui). Le 31 mars 1805, Vérone entre dans le royaume d'Italie, dont le souverain est Napoléon.
En octobre 1805, les deux parties de la ville se livrent bataille, les Français parvenant, à grand renfort d'artillerie à repousser un assaut autrichien contre le pont Scaliger : la « Véronette », autrichienne se rend le 29 octobre.
Avec le traité de Presbourg (26 décembre 1805), toute la Vénétie entre dans le royaume d'Italie. Les Français ne vont quitter Vérone que le 4 février 1814, après 17 années de domination émaillées par quelques intermèdes. Le jour même, les Autrichiens prennent possession de la ville, en y pénétrant par porta Vescovo avec 1 800 soldats.

## Vérone autrichienne

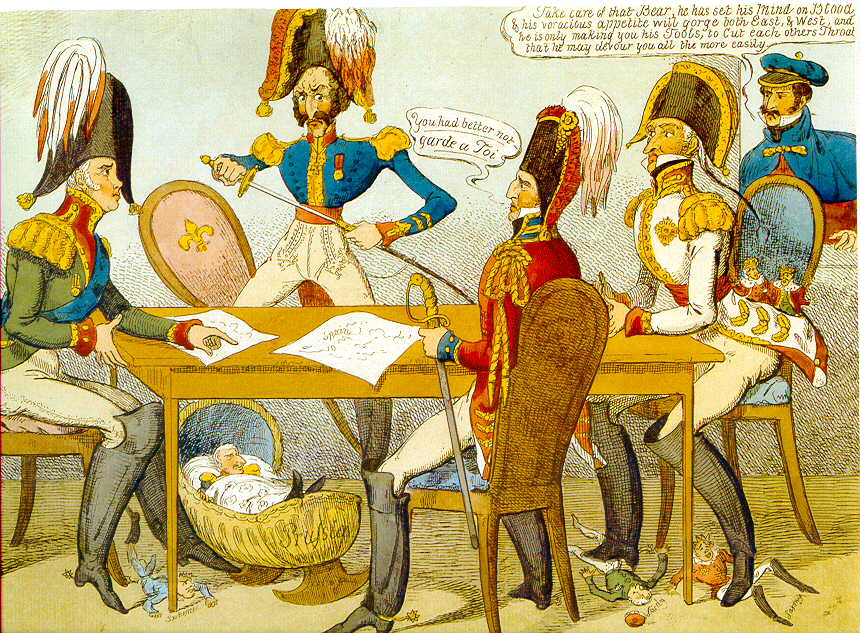
Illustration satirique représentant le congrès de Vérone.

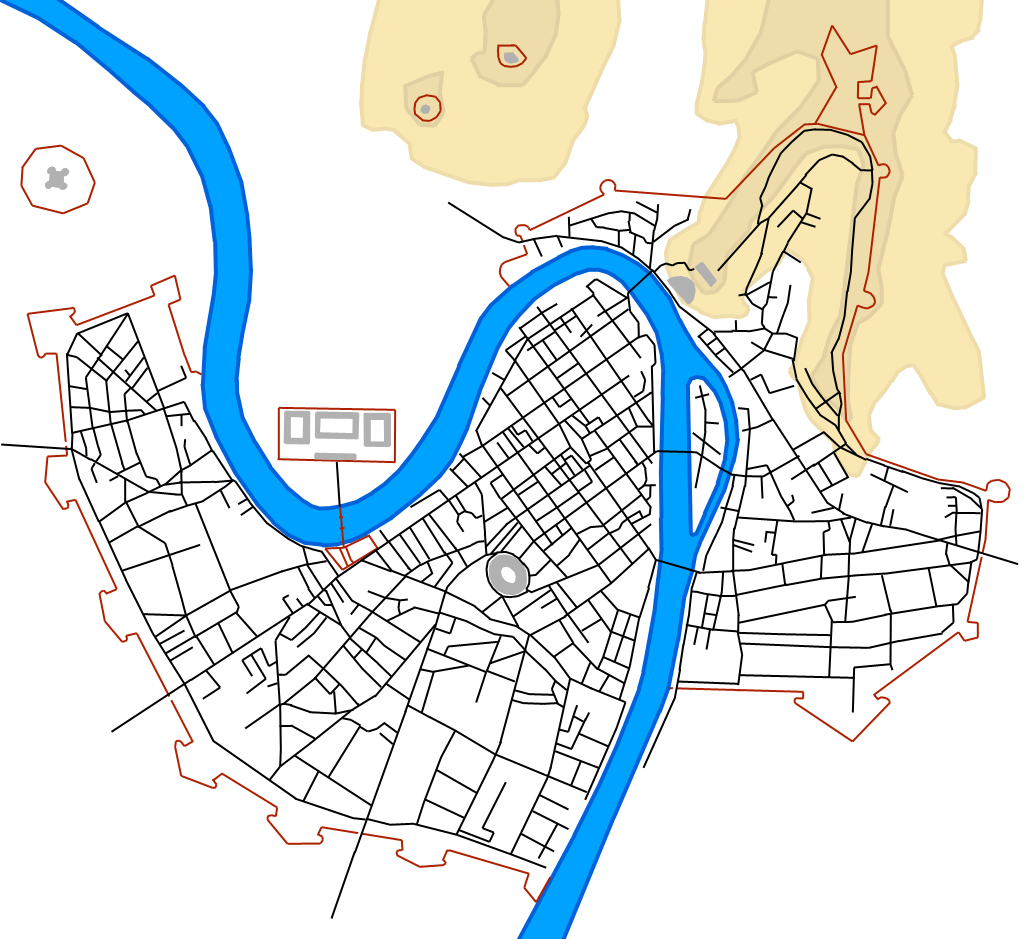
Plan de la Vérone autrichienne.

Les Autrichiens entrent à Vérone en libérateurs. En 1815, le congrès de Vienne décide de la création d'un royaume lombardo-vénitien, gouverné par un vice-roi. Le passage à l'Autriche a des répercussions négatives sur l'industrie de la soie, qui avait progressivement remplacé à Vérone, à l'initiative des Vénitiens, celle de la laine. Les Autrichiens ne sont en effet intéressés que par la fonction stratégique de la ville. Parallèlement, les chemins de fer remplacent progressivement le transport fluvial sur l'Adige.
En 1822 se tient le congrès de Vérone, auquel participent les principaux souverains européens et pendant lequel sont débattus les grands problèmes du temps : la traite négrière, la piraterie dans l'Atlantique, la situation de l'Italie, les conséquences des révolutions espagnole et grecque.
En 1833, sur les plans de l'architecte militaire Franz Scholl, le génie autrichien entame les travaux de construction d'un nouveau système défensif pour Vérone. Il comprend, outre les murailles, des fortins, des châteaux, des casernes et des édifices divers qui font de la ville une véritable place forte. Les travaux nécessitant une main-d'œuvre de 10 000 hommes, la ville se retrouve sans chômage. Pour fêter la fin du chantier, dirigé par le generalfeldmarschall Joseph Radetzky, de grandes parades militaires sont organisées.
La ville est intégrée au Quadrilatère, le système de défense impérial composé de Vérone, Legnago, Mantoue et Peschiera del Garda. Avec 35 000 soldats en garnison, Vérone constitue la pointe du système. Se trouvant en outre à la croisée des routes et des lignes ferroviaires, elle est le siège de nombreux dépôts militaires.
Avec la diffusion, dans tout le pays, des idées de Giuseppe Mazzini, le contrôle autrichien sur la ville devient très rigoureux. Le contrôle tatillon de la police provoque le rejet des occupants par la population. Des incidents éclatent régulièrement, faisant parfois des morts des blessés.

### 1848

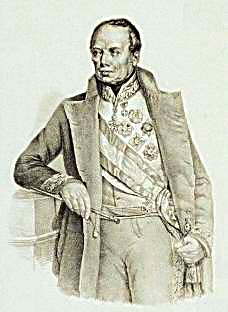
Le Generalfeldmarschall Joseph Radetzky.

En 1848, les révolutions enflamment tous les pays d'Europe. À Milan, le vice-roi Rainier d'Autriche est chassé par la population à l'issue des « Cinq journées », tandis que le gouverneur autrichien doit quitter Venise. Joseph Radetzky, commandant en chef de l'armée autrichienne en Lombardo-Vénitie décrète le royaume en état de siège. Le vice-roi vient chercher refuge à Vérone, elle-même en proie à l'agitation. La population descend dans la rue pour réclamer « une Constitution, la liberté et l'Italie » et se rassemble devant l'hôtel qui abrite le vice-roi, accueillant son apparition au balcon par les cris de « À bas l'Autriche ! À mort les Allemands ! ». Pour éviter un bain de sang, une délégation de citoyens modérés demande à rencontrer les autorités, obtient que la foule se disperse et lui fixe rendez-vous le lendemain matin sur la piazza delle Erbe. Le lendemain, les ambassadeurs parviennent à convaincre le peuple, à nouveau ameuté sous les drapeaux tricolores, qu'un accord a été trouvé, incluant un gouvernement constitutionnel, la liberté et la création d'une garde civile, obtenant ainsi à nouveau la dispersion de la foule. Vérone est ainsi une des rares villes d'Italie à ne pas s'unir aux manifestations du Risorgimento. Finalement, la garde civile promise ne comptera qu'une quarantaine de Véronais, mais le répit obtenu par les Autrichiens leur permet de renforcer la garnison et de disposer, pour leurs troupes en difficulté par ailleurs, d'un asile sûr au sein du Quadrilatère. En mars 1848, la ville comptait un soldat autrichien pour dix habitants. Le 22 mars, Radetzky abandonne Milan et se replie sur Vérone avec 20 000 hommes. Le 25, le vice-roi s'enfuit. Le 28, le général D'Aspre reçoit l'ordre de transférer toutes ses forces de Venise à Vérone. La ville devient un énorme campement de troupes. Les manufactures sont fermées et utilisées pour héberger les soldats.
Pendant ce temps, les Piémontais vont de victoire en victoire, mais ils avancent trop lentement et donne le temps à leur ennemi de se retrancher dans les forteresses du Quadrilatère. Ils parviennent à encercler Peschiera, et une brigade de volontaires pousse même jusqu'à Castelnuovo del Garda. Radetzky donne alors l'ordre à 4 000 de ses hommes d'attaquer Castelnuovo, pour contrecarrer l'avance piémontaise et servir de leçon aux autres cités. À l'approche de la bataille de Castelnuovo certains habitants s'enfuient, tandis que les volontaires décident de rester pour affronter l'ennemi. Ils sont submergés par les troupes autrichiennes et doivent se retirer vers le bourg de Lazise. Les Autrichiens mettent le feu à la localité, la détruisant et la mettant à sac. De nombreuses femmes sont violées et assassinées avec leurs maris. Les volontaires faits prisonniers sont torturés à mort.

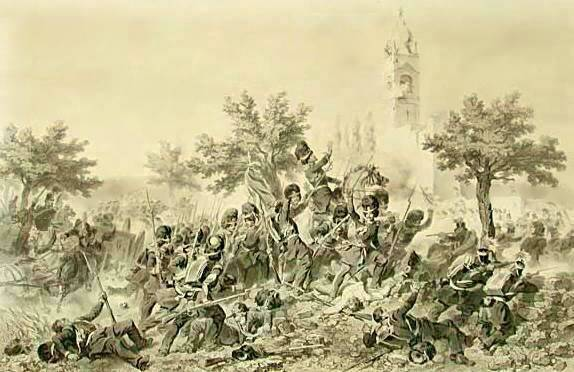
Un épisode de la bataille de Santa Lucia.

Au mois d'avril, le général Nugent arrive à Vérone avec 14 000 hommes pour renforcer Radetzky, alors que l'armée piémontaise avance lentement, avec 300 canons, en direction de la ville. Le 26 avril, elle progresse le long de l'Adige et occupe la ligne Villafranca-Custoza-Sona. Radetzky fait barrer toutes les portes de la ville, y fait édifier de nombreuses barricades, interdit aux habitants de se poster sur les toits et fait condamner l'accès à tous les clochers.
Radetzky fait occuper les localités de Santa Lucia et de San Massimo, aux portes de Vérone. Les premières escarmouches ont lieu à Lugagnano. Elles encouragent les Piémontais à avancer jusqu'à Santa Lucia où va se dérouler la bataille homonyme. Les Autrichiens s'attendent à une défaite, et le roi Charles-Albert de Sardaigne est convaincu que la population de Vérone va se soulever. Mais il n'en est rien : à l'intérieur de la ville, 10 000 hommes sont affectés au maintien de l'ordre et l'artillerie a reçu l'ordre de se préparer à pointer les canons des forts sur la cité. Les Piémontais, vaincus, battent en retraite et les Autrichiens remportent à Santa Lucia leur première victoire depuis le début du conflit.
Fin mai, les généraux Georg von Thurn und Valsassina et Nugent arrivent à Vérone et, le 30 mai, Radetzky peut effectuer une sortie avec 30 000 soldats, 5 000 chevaux et 150 canons. Il parvient à éloigner les troupes piémontaises, qui reculent jusqu'aux rives de l'Adda. Peschiera, qui continue à résister aux assauts autrichiens, mais finit par se rendre, avec les honneurs, à la demande du roi Charles-Albert.

Fortifications autrichiennes de Vérone. Photographies Moritz Lotze (1809-1890)
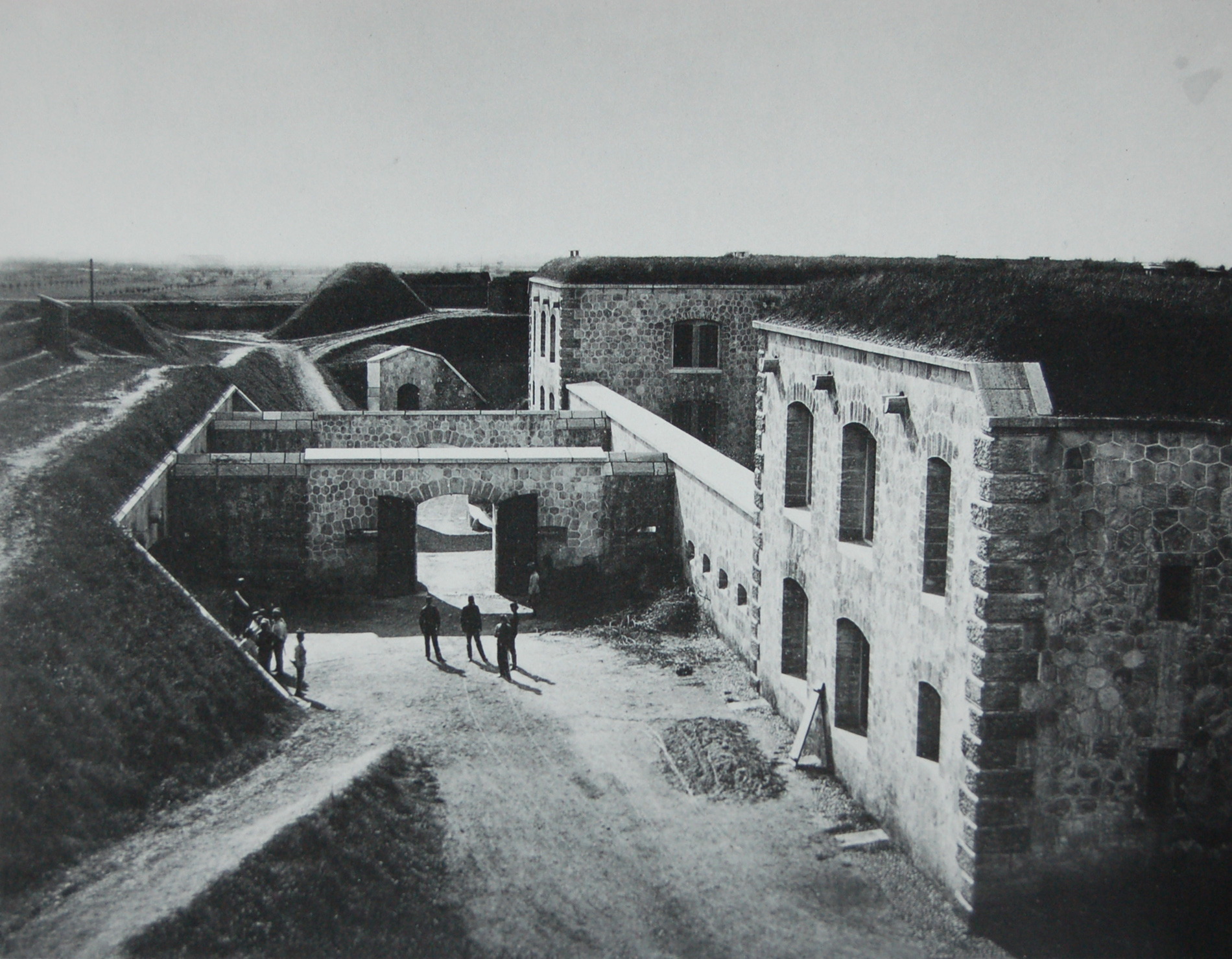
Le Fort Lugagnano.
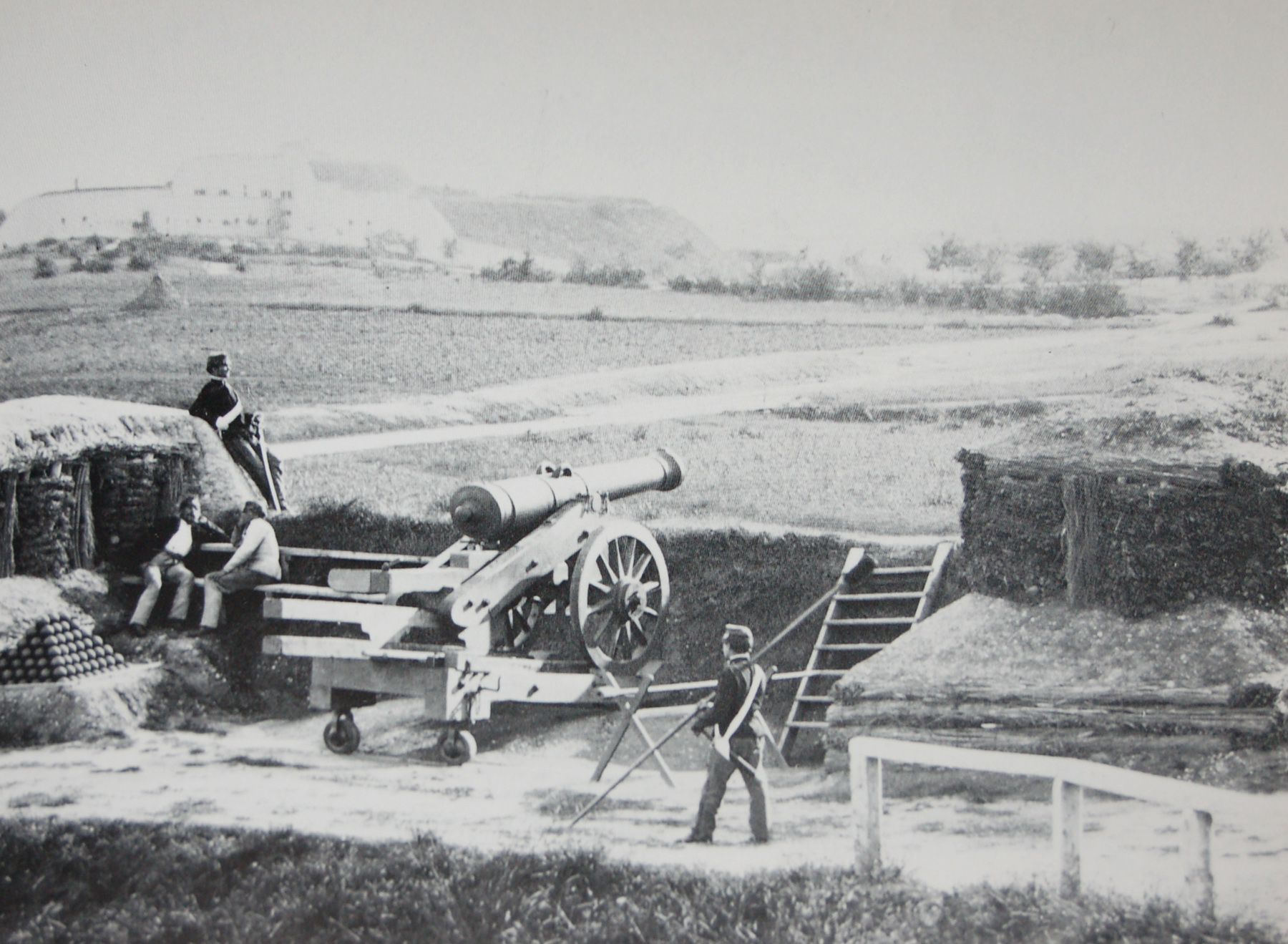
Batterie d'artillerie.
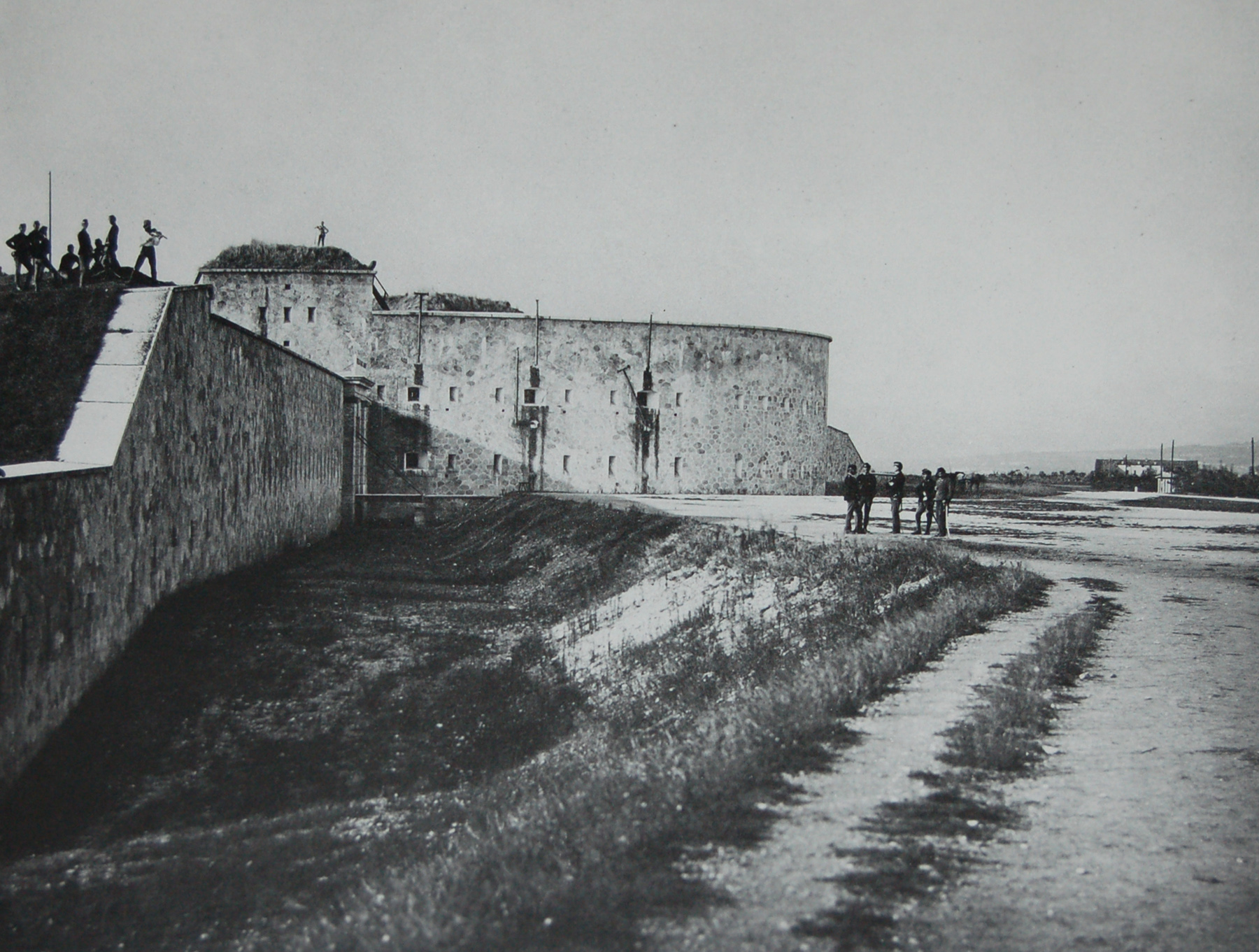
Fort Chievo.
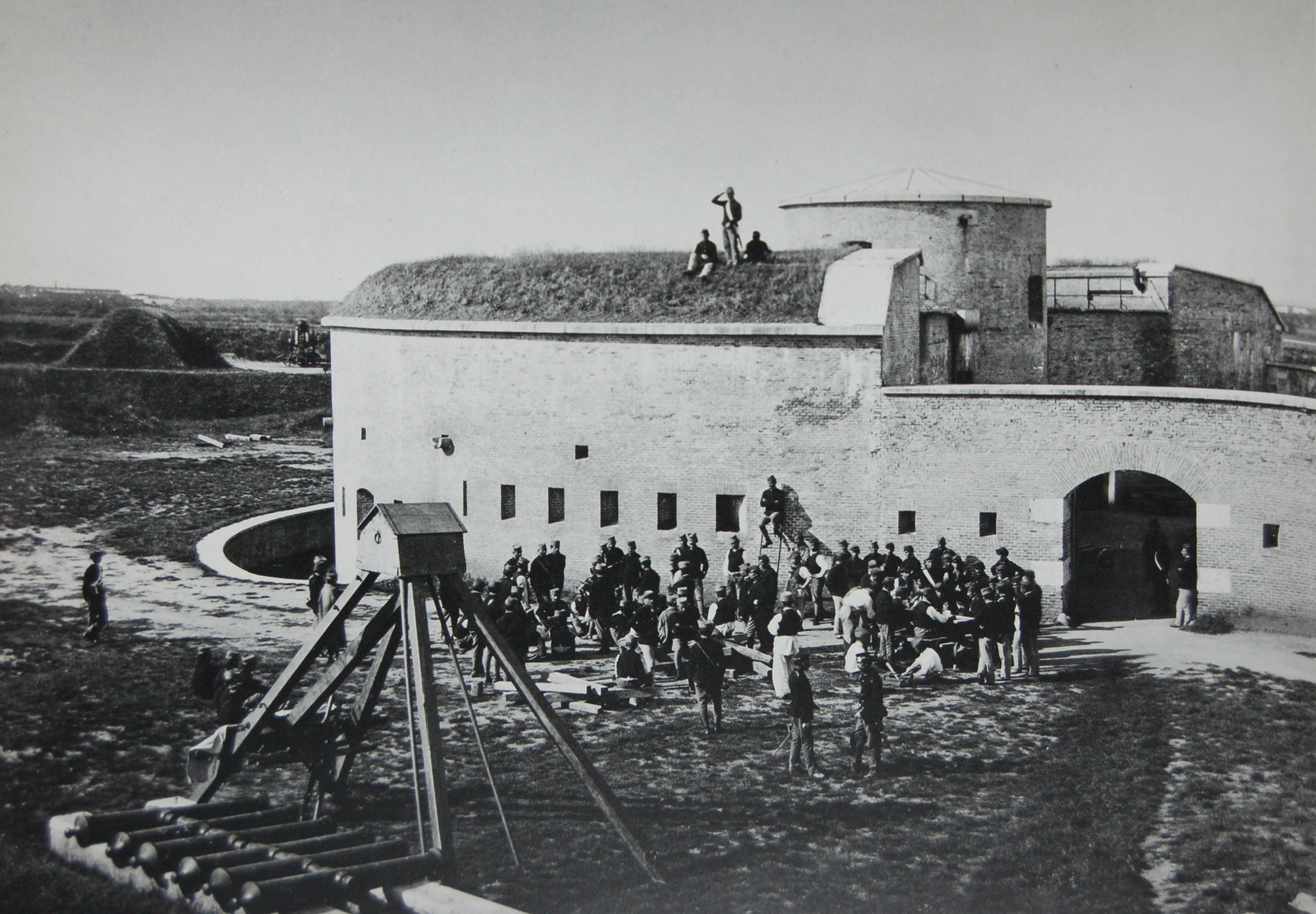
Fort Santa Caterina.
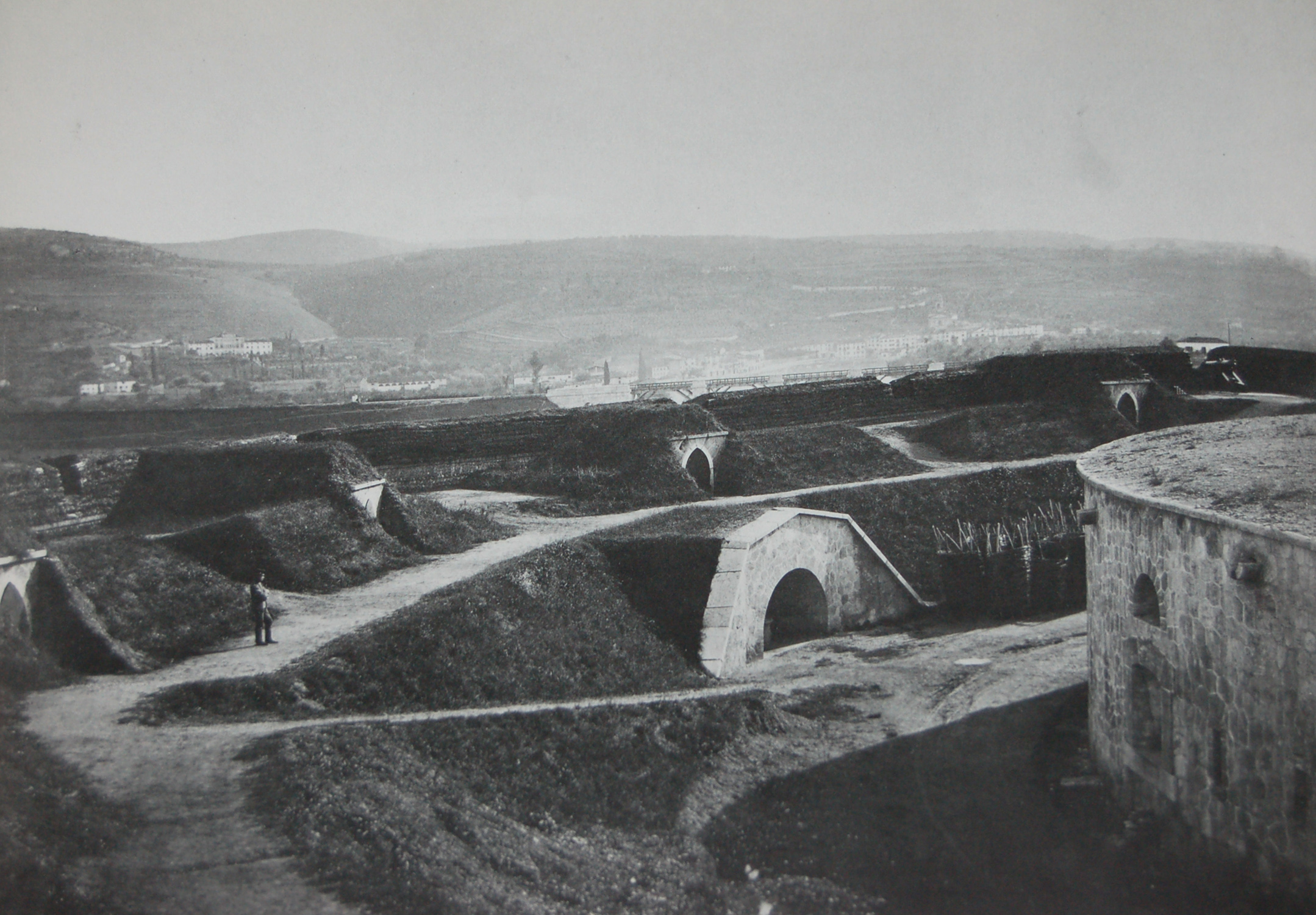
Fort Parona.
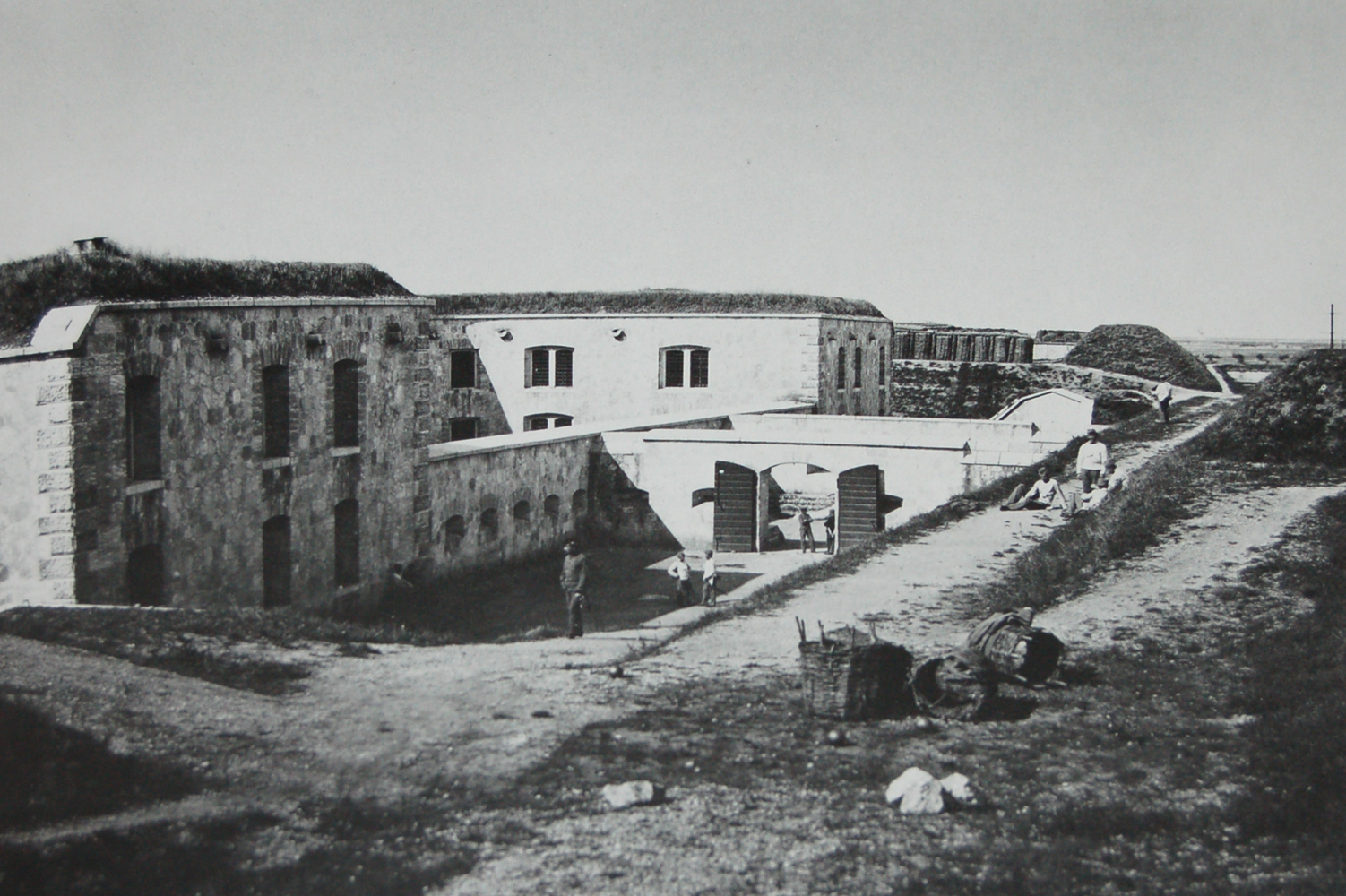
Fort Dossobuono.

### De 1848 à 1866

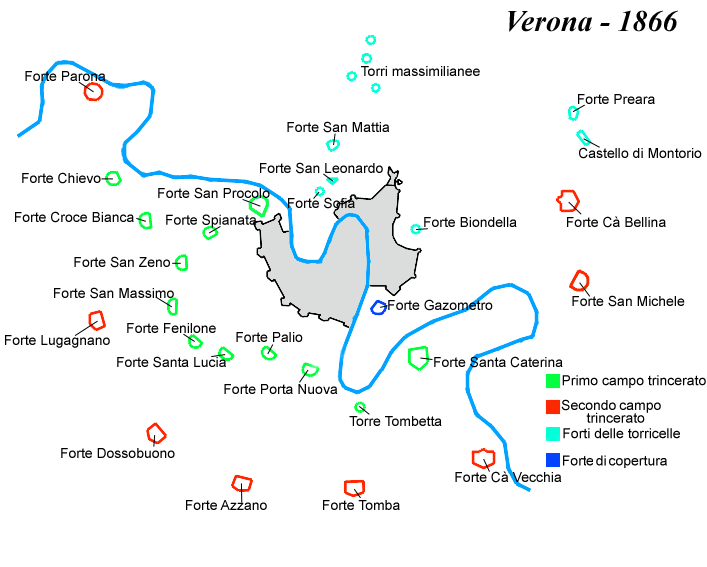
L'enceinte et les forts de la défense de Vérone.

Le 9 juin 1849 des ordres demandant de faire de Vérone la ville la plus fortifiée de l'Empire arrivent de Vienne et les travaux débutent immédiatement. Huit forts sont construits, chacun d'entre eux dédié à un général autrichien de 1848, qui vont constituer la base d'un véritable camp retranché. Dès le début de l'année suivante, les impôts augmentent pour financer les travaux et pour contribuer à l'entretien du contingent de 120 000 hommes déployé en Lombardie et en Vénétie.
Des comités patriotiques naissent dans de nombreuses villes du royaume, qui prennent leurs ordres à Mantoue. Les autorités découvrent la conspiration et entre le 8 décembre 1852 et le 19 mars 1853, se place l'épisode des onze martyrs de Belfiore, parmi lesquels un des dirigeants du comité de Vérone, le comte Carlo Montanari, capturé, incarcéré au château de Mantoue et exécuté le 8 mars 1853.
Lors de la seconde guerre d'Indépendance Vérone voir arriver dans ses environs l'armée franco-piémontaise, qui y parvient après une série de victoires. Napoléon III propose alors à l'empereur d'Autriche l'armistice de Villafranca, malgré la fureur du roi Victor-Emmanuel II d'Italie, décidé à continuer seul le combat (ce qu'il s'abstient de faire, de peur d'avoir à affronter l'Autriche sans le soutien, voire contre la France).
En 1860, 23 volontaires véronais participent à l'expédition des Mille.
La bataille de Custoza, la plus importante de la troisième guerre d'Indépendance italienne se déroule à une vingtaine de kilomètres de Vérone. Elle se termine par une grave défaite italienne. Mais la victoire des Autrichiens s'avère coûteuse en hommes et, à la fin du conflit, l'Italie récupère la Vénétie et Vérone.

## Vérone italienne

### Le plébiscite
Vérone apprend la nouvelle de la paix entre l'Italie et l'Autriche le 6 octobre, et la ville se pare immédiatement de drapeaux tricolores. Les vitrines des magasins exposent les portraits du roi et de Giuseppe Garibaldi. Les soldats autrichiens, toujours présents dans la place, ne peuvent s'empêcher de provoquer la population en liesse, et des échauffourées ont lieu, tournant parfois à l'émeute et entraînant des effusions de sang.
Les bersagliers italiens entrent en ville le 16 octobre 1866 par la porta Vescovo. Ils défilent entre deux haies formées par la foule tandis que les cloches sonnent à la volée. Le même jour, le dernier détachement autrichien amène l'aigle à deux têtes dans la cour de la Gran Guardia Nuova (it), où on va retrouver plus tard un graffiti laissé par un officier autrichien : « Adieu, ma belle Vérone ! Je ne te reverrai plus jamais ! ». Les 21 et 22 octobre, un plébiscite ratifie l'union au royaume d'Italie avec 88 864 votes favorables pour 2 votes contre, comme le rappelle aujourd'hui l'inscription gravée sur la façade du palais Barbieri. Selon les historiens, ce résultat reflète l'absence totale de secret entourant le vote et de transparence dans le dépouillement des urnes. De fait, le jour du scrutin, les bulletins sont de couleurs différentes et ils doivent être déposés dans des urnes distinctes. La question porte sur le rattachement de la Vénétie à l'Italie, sans offrir aucune alternative aux votants.
À l'enthousiasme qui accompagne le départ des Autrichiens succèdent rapidement les critiques à l'égard du nouveau régime. Le 9 janvier 1868 L'Arena, le grand journal de Vérone, écrit : « Entre les mille raisons qui nous faisaient détester le régime autrichien, venaient au tout premier plan la complexité et la multiplication des lois et des règlements, le nombre exagéré de fonctionnaires et particulièrement de gardes et de gendarmes, de policiers et d'espions. Qui d'entre nous aurait imaginé que le gouvernement italien nous réserve trois fois plus de règlements, trois fois plus de fonctionnaires de la sécurité publique, de carabiniers, etc. ? ».

### De 1866 à la Grande Guerre

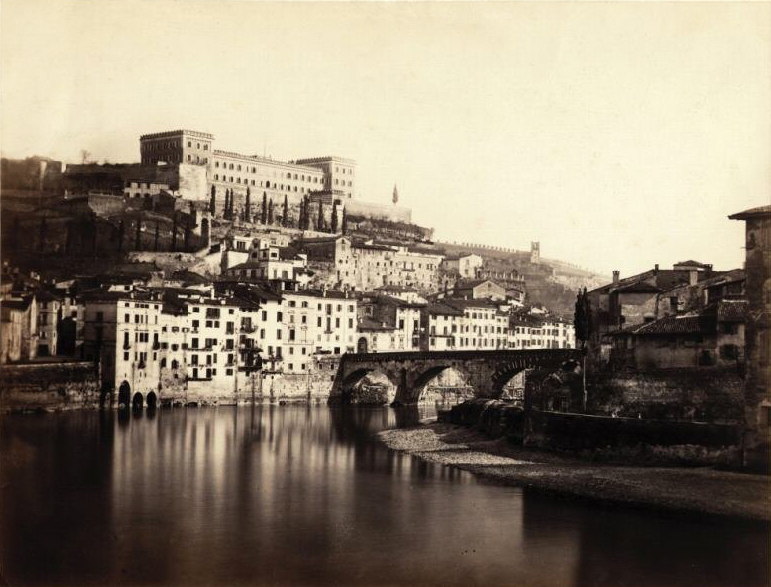
Une prise de vue de Vérone au XIX : on y voit le mont Saint Pierre (avec, à son sommet, le castel San Pietro), le Pont de pierre et les habitations caractéristiques qui longent l'Adige, abattues par la suite pour faire place aux muraglioni.

Entre le 15 et le 18 septembre 1882, Vérone est la proie d'une gigantesque inondation. Au plus fort de la crue de l'Adige, le 17 septembre, l'eau atteint quatre mètres cinquante au-dessus du zéro hydrométrique. Le fleuve emporte plusieurs immeubles ainsi que les moulins flottants sur l'Adige, qui se fracassent contre les ponts et en détruisent deux. Quand le niveau des eaux revient à la normale, on compte treize immeubles totalement détruits, 30 gravement endommagés, et plus de 170 touchées par l'inondation. Pour porter secours à la population, on fait intervenir l'armée royale, et le roi Humbert Ier d'Italie vient rendre visite aux sinistrés le 22 septembre. Après la catastrophe, on fait construire des digues, connues sous le nom de muraglioni, dont l'édification va nécessiter d'abattre 120 immeubles construits sur les berges du fleuve. Le plus gros des travaux est effectué entre 1885 et 1895.
À l'occasion des manœuvres militaires de 1887 et 1897, le roi Humbert Ier se rend à nouveau à Vérone où il réside à la villa Pellegrini.
En 1886 on inaugure sur la piazza delle Erbe, en présence d'une foule enthousiaste, le lion de Saint-Marc, restauré au sommet de sa colonne, après avoir été abattu par les Français 1797.
À la fin du XIXe siècle, la crise économique s'abat sur la ville, qui livre son contingent de citoyens à la grande vague d'émigration qui touche alors l'Italie et dure jusqu'après la fin de la Première Guerre mondiale. Des flux migratoires existaient déjà en Vénétie, mais ils revêtaient un caractère temporaire et souvent saisonnier, en particulier, pour les zones de montagne, en direction de l'Allemagne, de l'Autriche et de la Hongrie. Ils s'amplifient alors pour devenir un phénomène de masse. Avec l'ouverture de nouvelles routes trans-océaniques, les Italiens se dirigent vers le Nouveau Monde, où la destination préférée des Véronais devient le Brésil, demandeur de main-d'œuvre après l'abolition de l'esclavage. De 1886 à 1890, 50 000 personnes quittent la ville et seuls 10 % d'entre eux restent en Europe. Pendant la même période, ce sont 333 000 Italiens qui quittent la Vénétie, soit 11 % de la population. Dans la plaine de Vérone, ce pourcentage atteint 33 %.
C'est également une période pendant laquelle l'industrie se développe timidement, avec la mise en service du canale industriale Camuzzoni (du nom du maire Giulio Camuzzoni (it)), qui alimente une centrale électrique capable de délivrer une puissance de 3 000 chevaux. Jusque-là, l'unique industrie de la ville avait été l'atelier mécanique de la gare de porta Vescovo. Cet équipement permet à de nouvelles industries de s'installer et, entre 1890 et 1911, le nombre d'ouvriers présents dans la province passe de 8 658 à près de 20 000.

### Les deux guerres mondiales
Pendant la Première Guerre mondiale, Vérone est touchée par des bombardements aériens. Le premier a lieu le 14 novembre 1915, quand trois aéroplanes peints en noir déversent leurs bombes sur le centre, faisant une centaine de morts et de blessés sur la piazza delle Erbe. En octobre 1917, après la bataille de Caporetto, la situation évolue et Vérone se retrouve officiellement incluse dans la zone d'opérations. On y proclame la loi martiale et les transports ferroviaires civils y sont suspendus. La population voit arriver avec soulagement les troupes françaises, puis américaines. En 1918, les Véronais peuvent célébrer, en l'espace de dix jours, la fête nationale des États-Unis, et la prise de la Bastille. À la fin octobre, on commence à parler d'une grande offensive italienne et le 3 novembre 1918, les Véronais envahissent les rues pour fêter la victoire.
La période mussolinienne amène en ville de grands projets. Entre le début de 1935 et novembre 1936, on complète le système de digues sur l'Adige.
Vérone se trouve intimement mêlée aux événements de la seconde Guerre mondiale à partir de 1943. Dans la nuit du 25 juillet, Benito Mussolini, trahi par les hiérarques fascistes, est arrêté. Le maréchal Badoglio, qui remplace Mussolini à la tête du pays, négocie avec les Alliés et signe un armistice, annoncé le 8 septembre suivant sans être accompagné d'instructions pour les troupes. L'Italie est coupée en deux, entre les forces fidèles au régime fasciste, qui se retirent vers le nord, et celles qui se rangent aux côtés des Alliés, qui viennent de débarquer au sud. À partir du mois de septembre, les Allemands commencent à occuper les points stratégiques et les villes du nord de l'Italie. À Vérone, le commandant du VIIIe régiment d'artillerie refuse de déposer les armes et livre combat aux Allemands, tandis que des escarmouches ont lieu en ville. Le 12 septembre 1943, les Allemands libèrent Mussolini, qui instaure la République sociale italienne, Vérone devient, aux côtés de Milan et de Salò, une des capitales de la RSI. C'est là que se tient, au Castelvecchio, l'unique congrès du nouveau Parti fasciste républicain, qui pose les bases du nouvel État, décide de la militarisation du Parti, de la socialisation de l'économie, et fait des Juifs italiens des « étrangers ennemis ». C'est là également que se déroule le procès de Vérone, où cinq des six accusés, dont Galeazzo Ciano, le propre gendre du Duce, sont condamnés à la peine de mort et exécutés sur les bords de l'Adige, à l'emplacement de l'actuelle via Colombo.
Pendant cette période, un ancien fort autrichien, aujourd'hui transformé en église (le Santuario della Madonna di Lourdes), est utilisé pour incarcérer et torturer les partisans anti-fascistes, les Juifs et les prisonniers alliés.

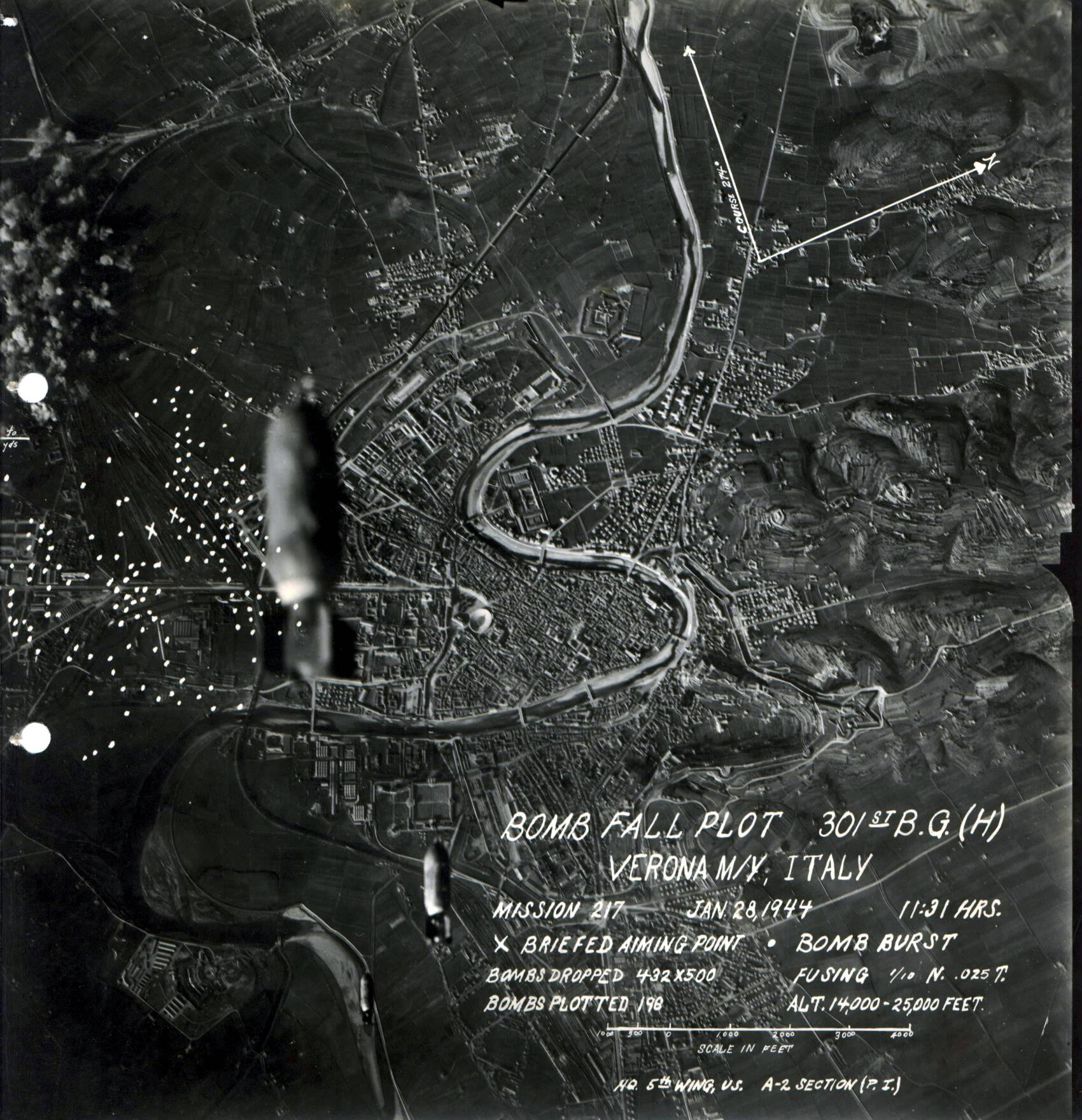
Rapport du bombardement sur la gare du 28 janvier 1945.

Siège de nombreux commandements militaires allemands et de cinq ministères de la République sociale italienne, la ville de Vérone est une des cités les plus bombardées d'Italie. Elle est détruite à 45 % par les bombes alliées et les pertes humaines sont élevées. Les incursions les plus destructrices sont celles du 28 janvier 1944, quand 120 quadrimoteurs bombardent la gare de Vérone-Porta-Nuova, et du 4 janvier 1945, quand le Castelvecchio, la bibliothèque capitulaire, la bibliothèque municipale et d'autres monuments importants sont endommagés ou détruits.
Enfin, en avril 1945, pendant leur retraite, les Allemands quittent Vérone en détruisant les ponts.
Vérone fait partie des villes qui ont reçu la médaille d'or de la « Valeur militaire pour la guerre de Libération », pour les sacrifices endurés par sa population et pour ses activités dans la résistance pendant la seconde Guerre mondiale.

### Vérone contemporaine

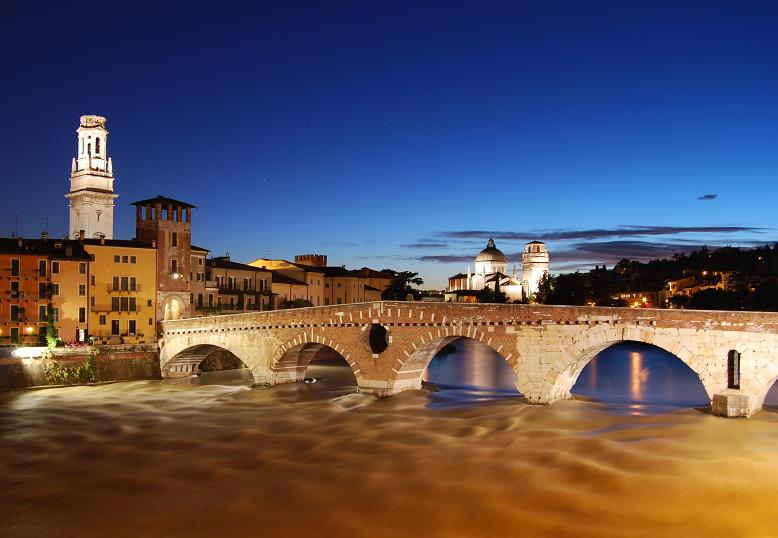
Ponte Pietra.

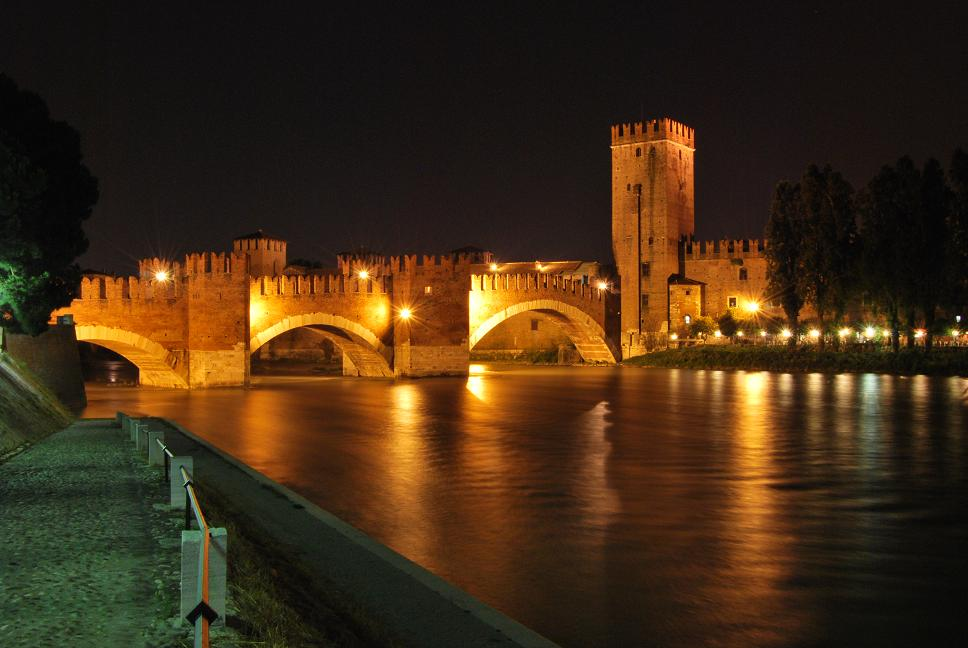
Pont du Castelvecchio.

L'après-guerre ouvre une ère de renouveau urbain et industriel. Les abris antiaériens installés dans les Arènes sont démantelés. Un décret du 1er mars 1945 impose aux cités ayant subi des destructions de se doter d'un plan de reconstruction. Avec 11 627 immeubles détruits et 8 347 autres gravement endommagés, la ville fait l'objet d'un programme de reconstruction massif.
Les ponts détruits par l'armée allemande en retraite sont progressivement reconstruits. Dès le mois d'août 1946, le ponte Catena est rouvert. Le pont Scaliger et le pont de pierre sont reconstruits avec les matériaux d'origine récupérés dans le lit de l'Adige, en utilisant les techniques de maçonnerie originales. Le premier est terminé en 1951, le second en 1959.
Vérone se dote d'un quartier industriel (Vérone-Sud) avec un parc d'expositions qui abrite aujourd'hui des manifestations agricoles d'envergure européenne (Fieracavalli, Fieragricola). La gare centrale de Porta Nuova est inaugurée en 1949, et le Mercato Ortofrutticolo, marché de gros des fruits et des légumes, en 1952.
Avec l'entrée de l'Italie au sein de l'Otan, Vérone reprend son importance stratégique, en raison de sa proximité avec le rideau de fer. La ville devient le siège du commandement sud de l'Otan, hébergeant une forte présence militaire, en particulier américaine.
En 1959, l'Université (faculté d'Économie) ouvre ses portes. Castelvecchio est transformé alors en musée (1957-1964). En 1969 l'axe ferroviaire Vérone-Mantoue est mis en service, ainsi que l'autoroute du Brenner, qui connecte l'Italie à l'Autriche et à l'Europe centrale.
Les dernières années du siècle sont celles de l'essor du pôle pharmaceutique, lié à la nouvelle Faculté de Médecine et au complexe hospitalier de Borgo Roma, mais également des activités agro-alimentaires, de mécanique agricole, métallurgie, textile, papeterie et édition (Mondadori). Enfin de par son histoire riche et varié et son extraordinaire patrimoine monumental et culturel, la ville de Vérone et ses environs attirent de très nombreux touristes.
Dans les années 1980, Vérone n'est pas épargnée par les tragiques événements connus en Italie sous le nom d'années de plomb. Le 17 décembre 1981, le général James Lee Dozier (en), commandant des forces terrestres de l'Otan pour le sud de l'Europe est enlevé par les Brigades rouges. Après une véritable occupation militaire de la ville, il sera retrouvé et libéré à Padoue, 42 jours plus tard, par les forces spéciales du Nucleo operativo centrale di sicurezza (it) de Vérone.

## Communauté hébraïque à Vérone
Vérone est le siège d'une des plus anciennes et nombreuses communautés hébraïques d'Italie. Sa présence remonterait au Xe siècle. Rathier, évêque de Vérone (c. 890-974) semble avoir traité ses membres avec rudesse. En 1408, alors qu'ils ont jusque-là été tolérés en ville, la république de Venise leur octroie, au grand dam de la population, la permission officielle d'y résider et d'y prêter de l'argent avec intérêt, à l'exclusion de toute autre profession. Ils habitent, aux côtés des chrétiens, dans le quartier de San Sebastiano, et construisent une synagogue, aujourd'hui disparue, dans le Vicolo dei Crocioni.
En 1422, la cité leur impose le port d'une marque distinctive, disposition qui est par la suite appliquée de manière intermittente.
Le 11 mars 1499, le conseil municipal décrète l'expulsion des Juifs de la ville et de la province de Vérone. S'ils ne se soumettent pas tous à cette décision, leur présence se fait plus discrète, mais pas au point d'empêcher les habitants de Vérone de demander à nouveau à la république de Venise, en 1426, de leur interdire le métier de prêteur. Un décret allant dans ce sens est ratifié le 4 décembre 1548, et un béret jaune vient remplacer la rouelle.
En 1597, la communauté hébraïque de Vérone accueille des coreligionnaires chassés de Milan. En 1599, l'évêque de la ville, Agostino Valieri, décide de rassembler la population juive dans un ghetto, mais il ne trouve un endroit correspondant à son dessein qu'en 1604. Ils sont alors rassemblés dans un quartier appelé Sotto i Tetti (« sous les toits »). Ils sont alors 400 et possèdent 25 échoppes. Ils obtiennent la création d'un permis, renouvelable tous les cinq ans, les autorisant à vivre en ville, en échange d'un impôt. En 1655, un important contingent de Marranes obtient la permission de s'installer à Vérone et prend ses quartiers dans le Ghetto Nuovo. En 1776, deux médecins de confession hébraïque exercent à Vérone. Ils sont quatre en 1790.
En 1797, à l'arrivée des troupes françaises, les portes du ghetto sont brûlées en place publique. Les Juifs sont autorisés à s'établir où bon leur semble et ils sont même représentés au tribunal de commerce. Avec l'arrivée des Autrichiens, la communauté hébraïque de Vérone est soumise, de la part de la population, à des vexations et à des agressions telles que l'autorité occupante doit intervenir à deux reprises (22 janvier 1798 et 17 août 1799) pour y mettre fin.
En 1766 la communauté comptait 881 membres, 905 en 1770, 1 200 en 1864, 600 en 1905,.
Des traces de cette présence historique à Vérone se retrouvent encore à la synagogue de Via Portici et à l'ancien cimetière de la Via Antonio Badile (Borgo Venezia), ouvert en 1855 en remplacement de sites antérieurs, dont l'un, situé à Porta Nuova (Orto Parolini), remontait à 1755.
Le 14 novembre 1943, le parti fasciste réuni en congrès à Vérone, le manifeste de Vérone, qui fait des Juifs italiens des « étrangers ennemis ».
De septembre 1943 à avril 1945, l'immeuble de l'INA (Institut national de l'agriculture), au 11 Corso di Porta Nuova, sert de siège au commandement de la police de sécurité (Sipo) et du Service de sécurité (SD) de la SS en Italie. C'est là que s'installe le colonel SS Friedrich Boßhammer, chef du bureau IV–B-4, qui y organise la déportation des Juifs d'Italie,,